# Campeonato de Primera B Nacional 2014
El Campeonato de Primera B Nacional «Osvaldo Guerra» 2014, también llamado Torneo de Transición Primera B Nacional 2014, fue la vigésima novena temporada del certamen, que constituye la segunda división del fútbol argentino. Originalmente previsto para dar comienzo el 2 de agosto y finalizar el 8 de diciembre, su inicio se postergó una semana debido al fallecimiento del presidente en ejercicio de la Asociación del Fútbol Argentino, Julio Grondona, ocurrido el 30 de julio. Por su parte, el cierre de la temporada se produjo el 19 de diciembre, con la finalización de los desempates por el ascenso.
Los nuevos participantes fueron: Nueva Chicago, que resultó campeón de la Primera B 2013-14, y Temperley, que ganó el torneo reducido por el segundo ascenso de la misma categoría; el debutante Ramón Santamarina, de Tandil, campeón del Torneo Argentino A 2013-14,  y Guaraní Antonio Franco, de Posadas, ganador de la fase final del mismo certamen, que regresó a la división tras 27 temporadas; y los tres descendidos de la Primera División: All Boys, Argentinos Juniors y Colón.
En 2015, el número de participantes del campeonato de Primera División fue aumentado a 30, mientras que las competencias de los torneos superiores de la Asociación del Fútbol Argentino, por esa vez, se desarrollaron durante el año calendario. Como consecuencia de dicha reestructuración, este certamen tuvo características especiales, ya que no consagró campeón, determinó el ascenso de 10 equipos y careció de descensos. Al mismo tiempo, para el Campeonato 2015, los ascendidos fueron reemplazados por 3 equipos provenientes de la Primera B y otros 7 del Federal A.

## Ascensos y descensos
| Torneo          | Descendidos de la B Nacional 2013-14 |
| --------------- | ------------------------------------ |
| Federal A       | Talleres (C)                         |
| B Metropolitana | Villa San Carlos                     |
| B Metropolitana | Brown de Adrogué                     |
| B Metropolitana | Almirante Brown                      |

| Torneo          | Ascendidos a la B Nacional 2014 |
| --------------- | ------------------------------- |
| Argentino A     | Ramón Santamarina               |
| Argentino A     | Guaraní Antonio Franco          |
| B Metropolitana | Nueva Chicago                   |
| B Metropolitana | Temperley                       |

| Pos | Ascendidos a la Primera División 2014 |
| --- | ------------------------------------- |
| 1.º | Banfield                              |
| 2.º | Defensa y Justicia                    |
| 3.º | Independiente                         |

| Prom | Descendidos de la Primera División 2013-14 |
| ---- | ------------------------------------------ |
| 18.º | Colón                                      |
| 19.º | All Boys                                   |
| 20.º | Argentinos Juniors                         |

## Equipos
| Equipo                  | Ciudad                | Estadio                                             | Capacidad     |
| ----------------------- | --------------------- | --------------------------------------------------- | ------------- |
| Aldosivi                | Mar del Plata         | José María Minella                                  | 35.354        |
| All Boys                | Buenos Aires          | Islas Malvinas                                      | 21.500        |
| Argentinos Juniors      | Buenos Aires          | Diego Armando Maradona                              | 25.000        |
| Atlético Tucumán        | San Miguel de Tucumán | Monumental José Fierro                              | 32.700        |
| Boca Unidos             | Corrientes            | José Antonio Romero Feris Leoncio Benítez           | 15.172 15.545 |
| Colón                   | Santa Fe              | Brigadier General Estanislao López                  | 40.000        |
| Crucero del Norte       | Garupá                | Comandante Andrés Guacurarí                         | 15.000        |
| Douglas Haig            | Pergamino             | Miguel Morales                                      | 16.000        |
| Ferro Carril Oeste      | Buenos Aires          | Arquitecto Ricardo Etcheverri                       | 24.268        |
| Gimnasia y Esgrima      | San Salvador de Jujuy | 23 de Agosto                                        | 29.000        |
| Guaraní Antonio Franco  | Posadas               | Clemente A. Fernández de Oliveira                   | 12.000        |
| Huracán                 | Buenos Aires          | Tomás A. Ducó                                       | 45.314        |
| Independiente Rivadavia | Mendoza               | Bautista Gargantini Malvinas Argentinas             | 20.000 40.268 |
| Instituto               | Córdoba               | Juan Domingo Perón                                  | 32.000        |
| Nueva Chicago           | Buenos Aires          | República de Mataderos                              | 25.000        |
| Patronato               | Paraná                | Presbítero Bartolomé Grella                         | 22.000        |
| Ramón Santamarina       | Tandil                | Municipal General San Martín                        | 12.000        |
| San Martín              | San Juan              | Ingeniero Hilario Sánchez San Juan del Bicentenario | 19.500 25.286 |
| Sarmiento               | Junín                 | Eva Perón                                           | 23.000        |
| Sportivo Belgrano       | San Francisco         | Oscar C. Boero                                      | 15.000        |
| Temperley               | Temperley             | Alfredo Beranger                                    | 22.000        |
| Unión                   | Santa Fe              | 15 de abril                                         | 25.000        |

### Distribución geográfica de los equipos
| Región                                   | Cant. | Equipos                                                                  |
| ---------------------------------------- | ----- | ------------------------------------------------------------------------ |
| Ciudad de Buenos Aires                   | 5     | All Boys, Argentinos Juniors, Ferro Carril Oeste, Huracán, Nueva Chicago |
| Interior de la provincia de Buenos Aires | 4     | Aldosivi, Douglas Haig, Santamarina, Sarmiento                           |
| Provincia de Córdoba                     | 2     | Instituto, Sportivo Belgrano                                             |
| Provincia de Misiones                    | 2     | Crucero del Norte, Guaraní Antonio Franco                                |
| Provincia de Santa Fe                    | 2     | Colón, Unión                                                             |
| Conurbano bonaerense                     | 1     | Temperley                                                                |
| Provincia de Corrientes                  | 1     | Boca Unidos                                                              |
| Provincia de Entre Ríos                  | 1     | Patronato                                                                |
| Provincia de Jujuy                       | 1     | Gimnasia y Esgrima                                                       |
| Provincia de Mendoza                     | 1     | Independiente Rivadavia                                                  |
| Provincia de San Juan                    | 1     | San Martín                                                               |
| Provincia de Tucumán                     | 1     | Atlético Tucumán                                                         |

## Formato

### Competición
Se dividieron a los 22 equipos en dos zonas de 11 equipo por medio de un sorteo. En cada una se disputaron dos ruedas por el sistema de todos contra todos. Las tablas se confeccionaron por acumulación de puntos.

### Ascensos
Los equipos ubicados en las cinco primeras posiciones de cada zona ascendieron a la Primera División. En ambas zonas se jugaron partidos de desempate, en los términos del art. 111 del Reglamento General de AFA, al haberse igualado posiciones que determinaban ascensos.

### Descensos
No hubo descensos esta temporada. Los puntos obtenidos se contabilizaron a partir de la próxima.

## Zona A

### Tabla de posiciones final
| Pos  | Equipo                 | Pts | PJ | PG | PE | PP | GF | GC | Dif |
| ---- | ---------------------- | --- | -- | -- | -- | -- | -- | -- | --- |
| 1.º  | Colón                  | 31  | 20 | 8  | 7  | 5  | 25 | 15 | 10  |
| 2.º  | San Martín (SJ)        | 31  | 20 | 9  | 4  | 7  | 21 | 12 | 9   |
| 3.º  | Argentinos Juniors     | 31  | 20 | 9  | 4  | 7  | 17 | 14 | 3   |
| 4.º  | Nueva Chicago          | 30  | 20 | 7  | 9  | 4  | 20 | 16 | 4   |
| 5.º  | Aldosivi               | 30  | 20 | 8  | 6  | 6  | 21 | 18 | 3   |
| 6.º  | Gimnasia y Esgrima (J) | 30  | 20 | 7  | 9  | 4  | 19 | 16 | 3   |
| 7.º  | Boca Unidos            | 27  | 20 | 7  | 6  | 7  | 18 | 20 | -2  |
| 8.º  | Instituto              | 25  | 20 | 6  | 7  | 7  | 23 | 26 | -3  |
| 9.º  | Douglas Haig           | 25  | 20 | 6  | 7  | 7  | 16 | 21 | -5  |
| 10.º | Guaraní Antonio Franco | 18  | 20 | 4  | 6  | 10 | 15 | 27 | -12 |
| 11.º | Ferro Carril Oeste     | 16  | 20 | 3  | 7  | 10 | 11 | 21 | -10 |

|  |

|  |                                 |
|  | Ascendieron a Primera División. |

#### Evolución de las posiciones
| Equipo / Fecha     |      |      |      |      |      |      |      |      |      |      |      |      |      |      |      |      |      |      |      |      |      |      |
| Equipo / Fecha     | 01   | 02   | 03   | 04   | 05   | 06   | 07   | 08   | 09   | 10   | 11   | 12   | 13   | 14   | 15   | 16   | 17   | 18   | 19   | 20   | 21   | 22   |
| ------------------ | ---- | ---- | ---- | ---- | ---- | ---- | ---- | ---- | ---- | ---- | ---- | ---- | ---- | ---- | ---- | ---- | ---- | ---- | ---- | ---- | ---- | ---- |
| Aldosivi           | 03.º | 09.º | 08.º | 06.º | 07.º | 07.º | 06.º | 06.º | 07.º | 06.º | 06.º | 07.º | 07.º | 06.º | 07.º | 08.º | 08.º | 07.º | 06.º | 05.º | 06.º | 05.º |
| Argentinos Jrs.    | 02.º | 02.º | 06.º | 03.º | 02.º | 03.º | 05.º | 05.º | 06.º | 07.º | 05.º | 06.º | 06.º | 07.º | 06.º | 07.º | 06.º | 05.º | 07.º | 06.º | 03.º | 03.º |
| Boca Unidos        | 10.º | 05.º | 02.º | 02.º | 06.º | 04.º | 03.º | 03.º | 02.º | 02.º | 02.º | 04.º | 04.º | 03.º | 05.º | 05.º | 05.º | 06.º | 05.º | 07.º | 07.º | 07.º |
| Colón              | 05.º | 06.º | 03.º | 05.º | 04.º | 05.º | 04.º | 04.º | 04.º | 03.º | 03.º | 02.º | 02.º | 04.º | 02.º | 03.º | 04.º | 04.º | 04.º | 03.º | 04.º | 01.º |
| Douglas Haig       | 11.º | 04.º | 07.º | 07.º | 05.º | 06.º | 08.º | 08.º | 08.º | 08.º | 09.º | 08.º | 08.º | 08.º | 08.º | 06.º | 07.º | 08.º | 08.º | 08.º | 08.º | 09.º |
| Ferro Carril Oeste | -    | 11.º | 11.º | 11.º | 11.º | 11.º | 11.º | 11.º | 11.º | 10.° | 10.° | 10.° | 09.º | 10.° | 10.º | 11.º | 10.º | 11.º | 10.º | 11.º | 11.º | 11.º |
| Gimnasia (J)       | 05.º | 07.º | 04.º | 01.º | 01.º | 01.º | 02.º | 03.º | 03.º | 04.º | 04.º | 03.º | 03.º | 02.º | 03.º | 04.º | 02.º | 01.º | 01.º | 01.º | 01.º | 06.º |
| Guaraní A. Franco  | 05.º | 10.º | 09.º | 10.º | 10.º | 10.º | 10.º | 10.º | 10.º | 09.° | 08.º | 09.° | 10.º | 11.º | 11.º | 10.º | 11.º | 10.º | 11.º | 10.º | 10.º | 10.º |
| Instituto          | 05.º | 08.º | 10.º | 09.º | 09.º | 09.º | 09.º | 09.º | 09.º | 11.° | 11.° | 11.° | 11.° | 09.º | 09.º | 09.º | 09.º | 09.º | 09.º | 09.º | 09.º | 08.º |
| Nueva Chicago      | 03.º | 01.º | 05.º | 08.º | 08.º | 08.º | 07.º | 07.º | 05.º | 05.º | 07.º | 05.º | 05.º | 05.º | 04.º | 02.º | 03.º | 03.º | 03.º | 02.º | 02.º | 04.º |
| San Martín (SJ)    | 01.º | 03.º | 01.º | 04.º | 03.º | 02.º | 01.º | 01.º | 01.º | 01.º | 01.º | 01.º | 01.º | 01.º | 01.º | 01.º | 01.º | 02.º | 02.º | 04.º | 05.º | 02.º |

| 1. 2. |

### Resultados
| Fecha 1                   | Fecha 1   | Fecha 1       | Fecha 1                    | Fecha 1      | Fecha 1 | Fecha 1 | Fecha 1 | Fecha 1 | Fecha 1 | Fecha 1 | Fecha 1 |
| Local                     | Resultado | Visitante     | Estadio                    | Fecha        | Hora    |         |         |         |         |         |         |
| ------------------------- | --------- | ------------- | -------------------------- | ------------ | ------- | ------- | ------- | ------- | ------- | ------- | ------- |
| Colón                     | 0 - 0     | Instituto     | Brigadier Estanislao López | 9 de agosto  | 15:00   |         |         |         |         |         |         |
| Aldosivi                  | 1 - 1     | Nueva Chicago | José María Minella         | 9 de agosto  | 15:30   |         |         |         |         |         |         |
| Argentinos Juniors        | 1 - 0     | Boca Unidos   | Diego Armando Maradona     | 9 de agosto  | 16:25   |         |         |         |         |         |         |
| Guaraní Antonio Franco    | 0 - 0     | Gimnasia (J)  | Clemente A. F. de Oliveira | 10 de agosto | 15:15   |         |         |         |         |         |         |
| San Martín (SJ)           | 2 - 0     | Douglas Haig  | Ingeniero Hilario Sánchez  | 10 de agosto | 16:00   |         |         |         |         |         |         |
| Libre: Ferro Carril Oeste |           |               |                            |              |         |         |         |         |         |         |         |

| Fecha 2         | Fecha 2   | Fecha 2                | Fecha 2                   | Fecha 2      | Fecha 2 | Fecha 2 | Fecha 2 | Fecha 2 | Fecha 2 | Fecha 2 | Fecha 2 |
| Local           | Resultado | Visitante              | Estadio                   | Fecha        | Hora    |         |         |         |         |         |         |
| --------------- | --------- | ---------------------- | ------------------------- | ------------ | ------- | ------- | ------- | ------- | ------- | ------- | ------- |
| Nueva Chicago   | 3 - 1     | Guaraní Antonio Franco | República de Mataderos    | 16 de agosto | 15:30   |         |         |         |         |         |         |
| Instituto       | 1 - 1     | Argentinos Juniors     | Juan Domingo Perón        | 16 de agosto | 18:15   |         |         |         |         |         |         |
| Gimnasia (J)    | 1 - 1     | Colón                  | 23 de Agosto              | 16 de agosto | 19:00   |         |         |         |         |         |         |
| Douglas Haig    | 2 - 0     | Ferro Carril Oeste     | Miguel Morales            | 17 de agosto | 16:00   |         |         |         |         |         |         |
| Boca Unidos     | 1 - 0     | San Martín (SJ)        | José Antonio Romero Feris | 17 de agosto | 17:00   |         |         |         |         |         |         |
| Libre: Aldosivi |           |                        |                           |              |         |         |         |         |         |         |         |

| Fecha 3                | Fecha 3   | Fecha 3       | Fecha 3                       | Fecha 3      | Fecha 3 | Fecha 3 | Fecha 3 | Fecha 3 | Fecha 3 | Fecha 3 | Fecha 3 |
| Local                  | Resultado | Visitante     | Estadio                       | Fecha        | Hora    |         |         |         |         |         |         |
| ---------------------- | --------- | ------------- | ----------------------------- | ------------ | ------- | ------- | ------- | ------- | ------- | ------- | ------- |
| Argentinos Juniors     | 0 - 2     | Gimnasia (J)  | Diego Armando Maradona        | 23 de agosto | 18:30   |         |         |         |         |         |         |
| San Martín (SJ)        | 2 - 0     | Instituto     | Ingeniero Hilario Sánchez     | 23 de agosto | 19:30   |         |         |         |         |         |         |
| Guaraní Antonio Franco | 0 - 0     | Aldosivi      | Clemente A. F. de Oliveira    | 24 de agosto | 16:00   |         |         |         |         |         |         |
| Ferro Carril Oeste     | 0 - 1     | Boca Unidos   | Arquitecto Ricardo Etcheverri | 24 de agosto | 16:00   |         |         |         |         |         |         |
| Colón                  | 3 - 0     | Nueva Chicago | Brigadier Estanislao López    | 25 de agosto | 20:30   |         |         |         |         |         |         |
| Libre: Douglas Haig    |           |               |                               |              |         |         |         |         |         |         |         |

| Fecha 4                       | Fecha 4   | Fecha 4            | Fecha 4                   | Fecha 4      | Fecha 4 | Fecha 4 | Fecha 4 | Fecha 4 | Fecha 4 | Fecha 4 | Fecha 4 |
| Local                         | Resultado | Visitante          | Estadio                   | Fecha        | Hora    |         |         |         |         |         |         |
| ----------------------------- | --------- | ------------------ | ------------------------- | ------------ | ------- | ------- | ------- | ------- | ------- | ------- | ------- |
| Instituto                     | 1 - 1     | Ferro Carril Oeste | Juan Domingo Perón        | 29 de agosto | 21:00   |         |         |         |         |         |         |
| Gimnasia (J)                  | 1 - 0     | San Martín (SJ)    | 23 de Agosto              | 29 de agosto | 21:30   |         |         |         |         |         |         |
| Nueva Chicago                 | 0 - 1     | Argentinos Juniors | República de Mataderos    | 30 de agosto | 15:15   |         |         |         |         |         |         |
| Boca Unidos                   | 0 - 0     | Douglas Haig       | José Antonio Romero Feris | 30 de agosto | 16:00   |         |         |         |         |         |         |
| Aldosivi                      | 2 - 1     | Colón              | José María Minella        | 30 de agosto | 18:15   |         |         |         |         |         |         |
| Libre: Guaraní Antonio Franco |           |                    |                           |              |         |         |         |         |         |         |         |

| Fecha 5            | Fecha 5   | Fecha 5                | Fecha 5                       | Fecha 5         | Fecha 5 | Fecha 5 | Fecha 5 | Fecha 5 | Fecha 5 | Fecha 5 | Fecha 5 |
| Local              | Resultado | Visitante              | Estadio                       | Fecha           | Hora    |         |         |         |         |         |         |
| ------------------ | --------- | ---------------------- | ----------------------------- | --------------- | ------- | ------- | ------- | ------- | ------- | ------- | ------- |
| Ferro Carril Oeste | 0 - 1     | Gimnasia (J)           | Arquitecto Ricardo Etcheverri | 3 de septiembre | 18:00   |         |         |         |         |         |         |
| Argentinos Juniors | 1 - 0     | Aldosivi               | Diego Armando Maradona        | 3 de septiembre | 18:15   |         |         |         |         |         |         |
| Douglas Haig       | 2 - 1     | Instituto              | Miguel Morales                | 3 de septiembre | 19:00   |         |         |         |         |         |         |
| Colón              | 4 - 1     | Guaraní Antonio Franco | Brigadier Estanislao López    | 3 de septiembre | 21:00   |         |         |         |         |         |         |
| San Martín (SJ)    | 2 - 0     | Nueva Chicago          | Ingeniero Hilario Sánchez     | 3 de septiembre | 21:30   |         |         |         |         |         |         |
| Libre: Boca Unidos |           |                        |                               |                 |         |         |         |         |         |         |         |

| Fecha 6                | Fecha 6   | Fecha 6            | Fecha 6                    | Fecha 6         | Fecha 6 | Fecha 6 | Fecha 6 | Fecha 6 | Fecha 6 | Fecha 6 | Fecha 6 |
| Local                  | Resultado | Visitante          | Estadio                    | Fecha           | Hora    |         |         |         |         |         |         |
| ---------------------- | --------- | ------------------ | -------------------------- | --------------- | ------- | ------- | ------- | ------- | ------- | ------- | ------- |
| Guaraní Antonio Franco | 0 - 0     | Argentinos Juniors | Clemente A. F. de Oliveira | 6 de septiembre | 19:00   |         |         |         |         |         |         |
| Gimnasia (J)           | 3 - 0     | Douglas Haig       | 23 de Agosto               | 7 de septiembre | 15:30   |         |         |         |         |         |         |
| Aldosivi               | 1 - 2     | San Martín (SJ)    | José María Minella         | 7 de septiembre | 18:00   |         |         |         |         |         |         |
| Instituto              | 1 - 3     | Boca Unidos        | Juan Domingo Perón         | 7 de septiembre | 18:15   |         |         |         |         |         |         |
| Nueva Chicago          | 1 - 1     | Ferro Carril Oeste | República de Mataderos     | 8 de septiembre | 15:15   |         |         |         |         |         |         |
| Libre: Colón           |           |                    |                            |                 |         |         |         |         |         |         |         |

| Fecha 7            | Fecha 7   | Fecha 7                | Fecha 7                       | Fecha 7          | Fecha 7 | Fecha 7 | Fecha 7 | Fecha 7 | Fecha 7 | Fecha 7 | Fecha 7 |
| Local              | Resultado | Visitante              | Estadio                       | Fecha            | Hora    |         |         |         |         |         |         |
| ------------------ | --------- | ---------------------- | ----------------------------- | ---------------- | ------- | ------- | ------- | ------- | ------- | ------- | ------- |
| Boca Unidos        | 2 - 0     | Gimnasia (J)           | José Antonio Romero Feris     | 12 de septiembre | 21:00   |         |         |         |         |         |         |
| San Martín (SJ)    | 1 - 0     | Guaraní Antonio Franco | Ingeniero Hilario Sánchez     | 12 de septiembre | 22:00   |         |         |         |         |         |         |
| Douglas Haig       | 1 - 2     | Nueva Chicago          | Miguel Morales                | 13 de septiembre | 14:30   |         |         |         |         |         |         |
| Ferro Carril Oeste | 0 - 1     | Aldosivi               | Arquitecto Ricardo Etcheverri | 13 de septiembre | 18:00   |         |         |         |         |         |         |
| Argentinos Juniors | 0 - 2     | Colón                  | Diego Armando Maradona        | 15 de septiembre | 18:10   |         |         |         |         |         |         |
| Libre: Instituto   |           |                        |                               |                  |         |         |         |         |         |         |         |

| Fecha 8                   | Fecha 8   | Fecha 8            | Fecha 8                    | Fecha 8          | Fecha 8 | Fecha 8 | Fecha 8 | Fecha 8 | Fecha 8 | Fecha 8 | Fecha 8 |
| Local                     | Resultado | Visitante          | Estadio                    | Fecha            | Hora    |         |         |         |         |         |         |
| ------------------------- | --------- | ------------------ | -------------------------- | ---------------- | ------- | ------- | ------- | ------- | ------- | ------- | ------- |
| Nueva Chicago             | 0 - 0     | Boca Unidos        | República de Mataderos     | 17 de septiembre | 15:30   |         |         |         |         |         |         |
| Aldosivi                  | 1 - 1     | Douglas Haig       | José María Minella         | 17 de septiembre | 20:00   |         |         |         |         |         |         |
| Guaraní Antonio Franco    | 1 - 1     | Ferro Carril Oeste | Clemente A. F. de Oliveira | 17 de septiembre | 21:00   |         |         |         |         |         |         |
| Gimnasia (J)              | 1 - 2     | Instituto          | 23 de Agosto               | 17 de septiembre | 21:30   |         |         |         |         |         |         |
| Colón                     | 0 - 4     | San Martín (SJ)    | Brigadier Estanislao López | 19 de septiembre | 21:00   |         |         |         |         |         |         |
| Libre: Argentinos Juniors |           |                    |                            |                  |         |         |         |         |         |         |         |

| Fecha 9             | Fecha 9   | Fecha 9                | Fecha 9                       | Fecha 9          | Fecha 9 | Fecha 9 | Fecha 9 | Fecha 9 | Fecha 9 | Fecha 9 | Fecha 9 |
| Local               | Resultado | Visitante              | Estadio                       | Fecha            | Hora    |         |         |         |         |         |         |
| ------------------- | --------- | ---------------------- | ----------------------------- | ---------------- | ------- | ------- | ------- | ------- | ------- | ------- | ------- |
| Boca Unidos         | 1 - 0     | Aldosivi               | José Antonio Romero Feris     | 21 de septiembre | 16:00   |         |         |         |         |         |         |
| Instituto           | 1 - 2     | Nueva Chicago          | Juan Domingo Perón            | 21 de septiembre | 20:00   |         |         |         |         |         |         |
| Douglas Haig        | 1 - 1     | Guaraní Antonio Franco | Miguel Morales                | 22 de septiembre | 20:00   |         |         |         |         |         |         |
| San Martín (SJ)     | 2 - 0     | Argentinos Juniors     | Ingeniero Hilario Sánchez     | 23 de septiembre | 20:10   |         |         |         |         |         |         |
| Ferro Carril Oeste  | 1 - 1     | Colón                  | Arquitecto Ricardo Etcheverri | 24 de septiembre | 20:00   |         |         |         |         |         |         |
| Libre: Gimnasia (J) |           |                        |                               |                  |         |         |         |         |         |         |         |

| Fecha 10               | Fecha 10  | Fecha 10           | Fecha 10                   | Fecha 10         | Fecha 10 | Fecha 10 | Fecha 10 | Fecha 10 | Fecha 10 | Fecha 10 | Fecha 10 |
| Local                  | Resultado | Visitante          | Estadio                    | Fecha            | Hora     |          |          |          |          |          |          |
| ---------------------- | --------- | ------------------ | -------------------------- | ---------------- | -------- | -------- | -------- | -------- | -------- | -------- | -------- |
| Aldosivi               | 2 - 0     | Instituto          | José María Minella         | 26 de septiembre | 20:00    |          |          |          |          |          |          |
| Nueva Chicago          | 0 - 0     | Gimnasia (J)       | República de Mataderos     | 27 de septiembre | 15:30    |          |          |          |          |          |          |
| Argentinos Juniors     | 0 - 1     | Ferro Carril Oeste | Diego Armando Maradona     | 27 de septiembre | 16:00    |          |          |          |          |          |          |
| Guaraní Antonio Franco | 2 - 1     | Boca Unidos        | Clemente A. F. de Oliveira | 27 de septiembre | 21:30    |          |          |          |          |          |          |
| Colón                  | 3 - 1     | Douglas Haig       | Brigadier Estanislao López | 28 de septiembre | 17:15    |          |          |          |          |          |          |
| Libre: San Martín (SJ) |           |                    |                            |                  |          |          |          |          |          |          |          |

| Fecha 11             | Fecha 11  | Fecha 11               | Fecha 11                      | Fecha 11     | Fecha 11 | Fecha 11 | Fecha 11 | Fecha 11 | Fecha 11 | Fecha 11 | Fecha 11 |
| Local                | Resultado | Visitante              | Estadio                       | Fecha        | Hora     |          |          |          |          |          |          |
| -------------------- | --------- | ---------------------- | ----------------------------- | ------------ | -------- | -------- | -------- | -------- | -------- | -------- | -------- |
| Instituto            | 1 - 1     | Guaraní Antonio Franco | Juan Domingo Perón            | 1 de octubre | 21:00    |          |          |          |          |          |          |
| Boca Unidos          | 0 - 0     | Colón                  | José Antonio Romero Feris     | 1 de octubre | 21:00    |          |          |          |          |          |          |
| Gimnasia (J)         | 1 - 1     | Aldosivi               | 23 de Agosto                  | 1 de octubre | 21:30    |          |          |          |          |          |          |
| Douglas Haig         | 0 - 1     | Argentinos Juniors     | Miguel Morales                | 2 de octubre | 19:10    |          |          |          |          |          |          |
| Ferro Carril Oeste   | 0 - 0     | San Martín (SJ)        | Arquitecto Ricardo Etcheverri | 2 de octubre | 20:00    |          |          |          |          |          |          |
| Libre: Nueva Chicago |           |                        |                               |              |          |          |          |          |          |          |          |

| Fecha 12                  | Fecha 12  | Fecha 12               | Fecha 12               | Fecha 12     | Fecha 12 | Fecha 12 | Fecha 12 | Fecha 12 | Fecha 12 | Fecha 12 | Fecha 12 |
| Local                     | Resultado | Visitante              | Estadio                | Fecha        | Hora     |          |          |          |          |          |          |
| ------------------------- | --------- | ---------------------- | ---------------------- | ------------ | -------- | -------- | -------- | -------- | -------- | -------- | -------- |
| Gimnasia (J)              | 2 - 1     | Guaraní Antonio Franco | 23 de Agosto           | 5 de octubre | 20:00    |          |          |          |          |          |          |
| Instituto                 | 0 - 3     | Colón                  | Juan Domingo Perón     | 5 de octubre | 21:00    |          |          |          |          |          |          |
| Nueva Chicago             | 3 - 0     | Aldosivi               | República de Mataderos | 6 de octubre | 15:45    |          |          |          |          |          |          |
| Boca Unidos               | 0 - 4     | Argentinos Juniors     | Leoncio Benítez        | 7 de octubre | 16:00    |          |          |          |          |          |          |
| Douglas Haig              | 1 - 0     | San Martín (SJ)        | Miguel Morales         | 7 de octubre | 20:00    |          |          |          |          |          |          |
| Libre: Ferro Carril Oeste |           |                        |                        |              |          |          |          |          |          |          |          |

| Fecha 13               | Fecha 13  | Fecha 13      | Fecha 13                      | Fecha 13      | Fecha 13 | Fecha 13 | Fecha 13 | Fecha 13 | Fecha 13 | Fecha 13 | Fecha 13 |
| Local                  | Resultado | Visitante     | Estadio                       | Fecha         | Hora     |          |          |          |          |          |          |
| ---------------------- | --------- | ------------- | ----------------------------- | ------------- | -------- | -------- | -------- | -------- | -------- | -------- | -------- |
| Colón                  | 0 - 0     | Gimnasia (J)  | Brigadier Estanislao López    | 11 de octubre | 18:30    |          |          |          |          |          |          |
| Argentinos Juniors     | 0 - 0     | Instituto     | Diego Armando Maradona        | 12 de octubre | 15:00    |          |          |          |          |          |          |
| Ferro Carril Oeste     | 0 - 0     | Douglas Haig  | Arquitecto Ricardo Etcheverri | 12 de octubre | 15:30    |          |          |          |          |          |          |
| Guaraní Antonio Franco | 0 - 1     | Nueva Chicago | Clemente A. F. de Oliveira    | 13 de octubre | 17:30    |          |          |          |          |          |          |
| San Martín (SJ)        | 1 - 1     | Boca Unidos   | Ingeniero Hilario Sánchez     | 13 de octubre | 18:30    |          |          |          |          |          |          |
| Libre: Aldosivi        |           |               |                               |               |          |          |          |          |          |          |          |

| Fecha 14            | Fecha 14  | Fecha 14               | Fecha 14               | Fecha 14      | Fecha 14 | Fecha 14 | Fecha 14 | Fecha 14 | Fecha 14 | Fecha 14 | Fecha 14 |
| Local               | Resultado | Visitante              | Estadio                | Fecha         | Hora     |          |          |          |          |          |          |
| ------------------- | --------- | ---------------------- | ---------------------- | ------------- | -------- | -------- | -------- | -------- | -------- | -------- | -------- |
| Nueva Chicago       | 0 - 0     | Colón                  | República de Mataderos | 18 de octubre | 16:00    |          |          |          |          |          |          |
| Aldosivi            | 2 - 0     | Guaraní Antonio Franco | José María Minella     | 18 de octubre | 20:00    |          |          |          |          |          |          |
| Boca Unidos         | 2 - 0     | Ferro Carril Oeste     | Leoncio Benítez        | 19 de octubre | 16:30    |          |          |          |          |          |          |
| Instituto           | 2 - 0     | San Martín (SJ)        | Juan Domingo Perón     | 19 de octubre | 17:15    |          |          |          |          |          |          |
| Gimnasia (J)        | 1 - 0     | Argentinos Juniors     | 23 de Agosto           | 21 de octubre | 19:10    |          |          |          |          |          |          |
| Libre: Douglas Haig |           |                        |                        |               |          |          |          |          |          |          |          |

| Fecha 15                      | Fecha 15  | Fecha 15      | Fecha 15                      | Fecha 15      | Fecha 15 | Fecha 15 | Fecha 15 | Fecha 15 | Fecha 15 | Fecha 15 | Fecha 15 |
| Local                         | Resultado | Visitante     | Estadio                       | Fecha         | Hora     |          |          |          |          |          |          |
| ----------------------------- | --------- | ------------- | ----------------------------- | ------------- | -------- | -------- | -------- | -------- | -------- | -------- | -------- |
| Colón                         | 2 - 0     | Aldosivi      | Brigadier Estanislao López    | 24 de octubre | 18:10    |          |          |          |          |          |          |
| Douglas Haig                  | 2 - 1     | Boca Unidos   | Miguel Morales                | 24 de octubre | 20:30    |          |          |          |          |          |          |
| Argentinos Juniors            | 1 - 2     | Nueva Chicago | Diego Armando Maradona        | 25 de octubre | 20:10    |          |          |          |          |          |          |
| Ferro Carril Oeste            | 1 - 3     | Instituto     | Arquitecto Ricardo Etcheverri | 26 de octubre | 16:00    |          |          |          |          |          |          |
| San Martín (SJ)               | 2 - 0     | Gimnasia (J)  | Ingeniero Hilario Sánchez     | 26 de octubre | 20:00    |          |          |          |          |          |          |
| Libre: Guaraní Antonio Franco |           |               |                               |               |          |          |          |          |          |          |          |

| Fecha 16               | Fecha 16  | Fecha 16           | Fecha 16                   | Fecha 16       | Fecha 16 | Fecha 16 | Fecha 16 | Fecha 16 | Fecha 16 | Fecha 16 | Fecha 16 |
| Local                  | Resultado | Visitante          | Estadio                    | Fecha          | Hora     |          |          |          |          |          |          |
| ---------------------- | --------- | ------------------ | -------------------------- | -------------- | -------- | -------- | -------- | -------- | -------- | -------- | -------- |
| Instituto              | 0 - 1     | Douglas Haig       | Juan Domingo Perón         | 31 de octubre  | 21:00    |          |          |          |          |          |          |
| Guaraní Antonio Franco | 2 - 1     | Colón              | Clemente A. F. de Oliveira | 31 de octubre  | 21:00    |          |          |          |          |          |          |
| Gimnasia (J)           | 0 - 0     | Ferro Carril Oeste | 23 de Agosto               | 31 de octubre  | 21:30    |          |          |          |          |          |          |
| Nueva Chicago          | 2 - 0     | San Martín (SJ)    | República de Mataderos     | 1 de noviembre | 16:00    |          |          |          |          |          |          |
| Aldosivi               | 2 - 0     | Argentinos Juniors | José María Minella         | 3 de noviembre | 18:10    |          |          |          |          |          |          |
| Libre: Boca Unidos     |           |                    |                            |                |          |          |          |          |          |          |          |

| Fecha 17           | Fecha 17  | Fecha 17               | Fecha 17                      | Fecha 17       | Fecha 17 | Fecha 17 | Fecha 17 | Fecha 17 | Fecha 17 | Fecha 17 | Fecha 17 |
| Local              | Resultado | Visitante              | Estadio                       | Fecha          | Hora     |          |          |          |          |          |          |
| ------------------ | --------- | ---------------------- | ----------------------------- | -------------- | -------- | -------- | -------- | -------- | -------- | -------- | -------- |
| Boca Unidos        | 1 - 2     | Instituto              | Leoncio Benítez               | 5 de noviembre | 16:00    |          |          |          |          |          |          |
| Douglas Haig       | 0 - 1     | Gimnasia (J)           | Miguel Morales                | 5 de noviembre | 20:00    |          |          |          |          |          |          |
| Ferro Carril Oeste | 1 - 0     | Nueva Chicago          | Arquitecto Ricardo Etcheverri | 5 de noviembre | 20:00    |          |          |          |          |          |          |
| Argentinos Juniors | 2 - 0     | Guaraní Antonio Franco | Diego Armando Maradona        | 7 de noviembre | 18:10    |          |          |          |          |          |          |
| San Martín (SJ)    | 0 - 0     | Aldosivi               | Ingeniero Hilario Sánchez     | 7 de noviembre | 21:30    |          |          |          |          |          |          |
| Libre: Colón       |           |                        |                               |                |          |          |          |          |          |          |          |

| Fecha 18               | Fecha 18  | Fecha 18           | Fecha 18                   | Fecha 18        | Fecha 18 | Fecha 18 | Fecha 18 | Fecha 18 | Fecha 18 | Fecha 18 | Fecha 18 |
| Local                  | Resultado | Visitante          | Estadio                    | Fecha           | Hora     |          |          |          |          |          |          |
| ---------------------- | --------- | ------------------ | -------------------------- | --------------- | -------- | -------- | -------- | -------- | -------- | -------- | -------- |
| Nueva Chicago          | 1 - 1     | Douglas Haig       | República de Mataderos     | 8 de noviembre  | 16:00    |          |          |          |          |          |          |
| Gimnasia (J)           | 2 - 2     | Boca Unidos        | 23 de Agosto               | 10 de noviembre | 21:30    |          |          |          |          |          |          |
| Colón                  | 0 - 2     | Argentinos Juniors | Brigadier Estanislao López | 11 de noviembre | 19:00    |          |          |          |          |          |          |
| Aldosivi               | 2 - 1     | Ferro Carril Oeste | José María Minella         | 11 de noviembre | 20:00    |          |          |          |          |          |          |
| Guaraní Antonio Franco | 2 - 0     | San Martín (SJ)    | Clemente A. F. de Oliveira | 11 de noviembre | 21:00    |          |          |          |          |          |          |
| Libre: Instituto       |           |                    |                            |                 |          |          |          |          |          |          |          |

| Fecha 19                  | Fecha 19  | Fecha 19               | Fecha 19                      | Fecha 19        | Fecha 19 | Fecha 19 | Fecha 19 | Fecha 19 | Fecha 19 | Fecha 19 | Fecha 19 |
| Local                     | Resultado | Visitante              | Estadio                       | Fecha           | Hora     |          |          |          |          |          |          |
| ------------------------- | --------- | ---------------------- | ----------------------------- | --------------- | -------- | -------- | -------- | -------- | -------- | -------- | -------- |
| Ferro Carril Oeste        | 3 - 0     | Guaraní Antonio Franco | Arquitecto Ricardo Etcheverri | 16 de noviembre | 17:00    |          |          |          |          |          |          |
| Boca Unidos               | 0 - 0     | Nueva Chicago          | Leoncio Benítez               | 16 de noviembre | 17:00    |          |          |          |          |          |          |
| Instituto                 | 2 - 2     | Gimnasia (J)           | Juan Domingo Perón            | 16 de noviembre | 19:15    |          |          |          |          |          |          |
| San Martín (SJ)           | 0 - 0     | Colón                  | Ingeniero Hilario Sánchez     | 17 de noviembre | 21:30    |          |          |          |          |          |          |
| Douglas Haig              | 0 - 0     | Aldosivi               | Miguel Morales                | 19 de noviembre | 20:30    |          |          |          |          |          |          |
| Libre: Argentinos Juniors |           |                        |                               |                 |          |          |          |          |          |          |          |

| Fecha 20               | Fecha 20  | Fecha 20           | Fecha 20                   | Fecha 20        | Fecha 20 | Fecha 20 | Fecha 20 | Fecha 20 | Fecha 20 | Fecha 20 | Fecha 20 |
| Local                  | Resultado | Visitante          | Estadio                    | Fecha           | Hora     |          |          |          |          |          |          |
| ---------------------- | --------- | ------------------ | -------------------------- | --------------- | -------- | -------- | -------- | -------- | -------- | -------- | -------- |
| Colón                  | 1 - 0     | Ferro Carril Oeste | Brigadier Estanislao López | 23 de noviembre | 17:00    |          |          |          |          |          |          |
| Nueva Chicago          | 1 - 1     | Instituto          | República de Mataderos     | 24 de noviembre | 17:15    |          |          |          |          |          |          |
| Aldosivi               | 2 - 1     | Boca Unidos        | José María Minella         | 24 de noviembre | 20:00    |          |          |          |          |          |          |
| Guaraní Antonio Franco | 3 - 1     | Douglas Haig       | Clemente A. F. de Oliveira | 24 de noviembre | 21:00    |          |          |          |          |          |          |
| Argentinos Juniors     | 1 - 0     | San Martín (SJ)    | Diego Armando Maradona     | 24 de noviembre | 21:30    |          |          |          |          |          |          |
| Libre: Gimnasia (J)    |           |                    |                            |                 |          |          |          |          |          |          |          |

| Fecha 21               | Fecha 21  | Fecha 21               | Fecha 21           | Fecha 21        | Fecha 21 | Fecha 21 | Fecha 21 | Fecha 21 | Fecha 21 | Fecha 21 | Fecha 21 |
| Local                  | Resultado | Visitante              | Estadio            | Fecha           | Hora     |          |          |          |          |          |          |
| ---------------------- | --------- | ---------------------- | ------------------ | --------------- | -------- | -------- | -------- | -------- | -------- | -------- | -------- |
| Douglas Haig           | 1 - 0     | Colón                  | Miguel Morales     | 29 de noviembre | 17:00    |          |          |          |          |          |          |
| Boca Unidos            | 1 - 0     | Guaraní Antonio Franco | Leoncio Benítez    | 30 de noviembre | 17:00    |          |          |          |          |          |          |
| Instituto              | 3 - 2     | Aldosivi               | Juan Domingo Perón | 30 de noviembre | 17:00    |          |          |          |          |          |          |
| Gimnasia (J)           | 1 - 1     | Nueva Chicago          | 23 de agosto       | 30 de noviembre | 19:15    |          |          |          |          |          |          |
| Ferro Carril Oeste     | 0 - 1     | Argentinos Juniors     | Tomás Adolfo Ducó  | 30 de noviembre | 21:30    |          |          |          |          |          |          |
| Libre: San Martín (SJ) |           |                        |                    |                 |          |          |          |          |          |          |          |

| Fecha 22               | Fecha 22  | Fecha 22           | Fecha 22                   | Fecha 22       | Fecha 22 | Fecha 22 | Fecha 22 | Fecha 22 | Fecha 22 | Fecha 22 | Fecha 22 |
| Local                  | Resultado | Visitante          | Estadio                    | Fecha          | Hora     |          |          |          |          |          |          |
| ---------------------- | --------- | ------------------ | -------------------------- | -------------- | -------- | -------- | -------- | -------- | -------- | -------- | -------- |
| Guaraní Antonio Franco | 1 - 2     | Instituto          | Clemente A. F. de Oliveira | 6 de diciembre | 21:00    |          |          |          |          |          |          |
| Argentinos Juniors     | 1 - 1     | Douglas Haig       | Diego Armando Maradona     | 7 de diciembre | 17:00    |          |          |          |          |          |          |
| Aldosivi               | 2 - 0     | Gimnasia (J)       | José María Minella         | 7 de diciembre | 17:00    |          |          |          |          |          |          |
| San Martín (SJ)        | 3 - 0     | Ferro Carril Oeste | Ingeniero Hilario Sánchez  | 7 de diciembre | 17:00    |          |          |          |          |          |          |
| Colón                  | 3 - 0     | Boca Unidos        | Brigadier Estanislao López | 7 de diciembre | 17:00    |          |          |          |          |          |          |
| Libre: Nueva Chicago   |           |                    |                            |                |          |          |          |          |          |          |          |

| 1. 2. 3. |

### Triangular por el ascenso

#### Tabla de posiciones final
| Pos | Equipo                 | Pts | PJ | PG | PE | PP | GF | GC | DIF |
| --- | ---------------------- | --- | -- | -- | -- | -- | -- | -- | --- |
| 1.º | Nueva Chicago          | 4   | 2  | 1  | 1  | 0  | 1  | 0  | 1   |
| 2.º | Aldosivi               | 4   | 2  | 1  | 1  | 0  | 1  | 0  | 1   |
| 3.º | Gimnasia y Esgrima (J) | 0   | 2  | 0  | 0  | 2  | 0  | 2  | -2  |

|  |

|  |                                 |
|  | Ascendieron a Primera División. |

#### Partidos
| Nueva Chicago | 0 - 0 | Aldosivi | Juan Carmelo Zerillo | 11 de diciembre | 17:00 |

| Aldosivi | 1 - 0 | Gimnasia y Esgrima (J) | Juan Domingo Perón | 15 de diciembre | 20:15 |

| Gimnasia y Esgrima (J) | 0 - 1 | Nueva Chicago | Juan Domingo Perón | 19 de diciembre | 20:15 |

## Zona B

### Tabla de posiciones final
| Pos  | Equipo                  | Pts | PJ | PG | PE | PP | GF | GC | Dif |
| ---- | ----------------------- | --- | -- | -- | -- | -- | -- | -- | --- |
| 1.º  | Unión                   | 41  | 20 | 12 | 5  | 3  | 33 | 16 | 17  |
| 2.º  | Crucero del Norte       | 33  | 20 | 10 | 3  | 7  | 22 | 14 | 8   |
| 3.º  | Temperley               | 32  | 20 | 10 | 2  | 8  | 22 | 26 | -4  |
| 4.º  | Sarmiento (J)           | 30  | 20 | 7  | 9  | 4  | 22 | 17 | 5   |
| 5.º  | Huracán                 | 29  | 20 | 8  | 5  | 7  | 26 | 21 | 5   |
| 6.º  | Atlético Tucumán        | 29  | 20 | 8  | 5  | 7  | 27 | 21 | 6   |
| 7.º  | Ramón Santamarina       | 24  | 20 | 6  | 6  | 8  | 21 | 27 | -6  |
| 8.º  | Patronato               | 22  | 20 | 5  | 7  | 8  | 15 | 18 | -3  |
| 9.º  | Independiente Rivadavia | 22  | 20 | 6  | 4  | 10 | 16 | 22 | -6  |
| 10.º | All Boys                | 22  | 20 | 5  | 7  | 8  | 11 | 20 | -9  |
| 11.º | Sportivo Belgrano       | 17  | 20 | 4  | 5  | 11 | 18 | 31 | -13 |

|  |

|  |                                 |
|  | Ascendieron a Primera División. |

#### Evolución de las posiciones
| Equipo / Fecha     |      |      |      |      |      |      |      |      |      |      |      |      |      |      |      |      |      |      |      |      |      |      |
| Equipo / Fecha     | 01   | 02   | 03   | 04   | 05   | 06   | 07   | 08   | 09   | 10   | 11   | 12   | 13   | 14   | 15   | 16   | 17   | 18   | 19   | 20   | 21   | 22   |
| ------------------ | ---- | ---- | ---- | ---- | ---- | ---- | ---- | ---- | ---- | ---- | ---- | ---- | ---- | ---- | ---- | ---- | ---- | ---- | ---- | ---- | ---- | ---- |
| All Boys           | 04.º | 07.º | 07.º | 08.º | 09.º | 10.º | 10.º | 10.º | 10.º | 08.º | 06.º | 07.º | 08.º | 07.º | 08.º | 06.º | 07.º | 09.º | 10.º | 10.º | 10.º | 10.º |
| Atlético Tucumán   | 03.º | 01.º | 01.º | 01.º | 01.º | 01.º | 01.º | 01.º | 01.º | 01.º | 02.º | 02.º | 03.º | 04.º | 04.º | 04.º | 04.º | 05.º | 05.º | 05.º | 05.º | 06.º |
| Crucero del Norte  | 09.º | 05.º | 06.º | 09.º | 06.º | 07.º | 06.º | 03.º | 03.º | 03.º | 01.º | 01.º | 01.º | 01.º | 02.º | 03.º | 02.º | 03.º | 04.º | 04.º | 04.º | 02.º |
| Huracán            | 01.º | 04.º | 04.º | 05.º | 07.º | 04.º | 04.º | 06.º | 08.º | 09.º | 10.º | 10.º | 11.º | 09.º | 10.º | 10.º | 09.º | 07.º | 06.º | 06.º | 06.º | 05.º |
| Indep'te Rivadavia | 04.º | 03.º | 05.º | 04.º | 03.º | 03.º | 03.º | 04.º | 05.º | 05.º | 05.º | 06.º | 07.º | 06.º | 07.º | 09.º | 10.º | 10.º | 09.º | 09.º | 09.º | 09.º |
| Patronato          | 04.º | 08.º | 11.º | 07.º | 05.º | 06.º | 08.º | 07.º | 06.º | 07.º | 07.º | 08.º | 06.º | 08.º | 06.º | 07.º | 08.º | 06.º | 07.º | 08.º | 08.º | 08.º |
| Ramón Santamarina  | -    | 10.º | 09.º | 10.º | 10.º | 11.º | 11.º | 11.º | 11.º | 11.º | 08.º | 09.º | 10.º | 11.º | 09.º | 08.º | 06.º | 08.º | 08.º | 07.º | 07.º | 07.º |
| Sarmiento          | 04.º | 09.º | 08.º | 11.º | 11.º | 09.º | 09.º | 09.º | 09.º | 06.º | 09.º | 05.º | 04.º | 05.º | 05.º | 05.º | 05.º | 04.º | 03.º | 03.º | 03.º | 04.º |
| Sportivo Belgrano  | 02.º | 02.º | 02.º | 03.º | 04.º | 05.º | 05.º | 08.º | 07.º | 10.º | 11.º | 11.º | 09.º | 10.º | 11.º | 11.º | 11.º | 11.º | 11.º | 11.º | 11.º | 11.º |
| Temperley          | 11.º | 06.º | 03.º | 02.º | 02.º | 02.º | 02.º | 02.º | 02.º | 02.º | 03.º | 03.º | 05.º | 03.º | 03.º | 01.º | 03.º | 02.º | 02.º | 02.º | 02.º | 03.º |
| Unión              | 10.º | 11.º | 10.º | 06.º | 08.º | 08.º | 07.º | 05.º | 04.º | 04.º | 04.º | 04.º | 02.º | 02.º | 01.º | 02.º | 01.º | 01.º | 01.º | 01.º | 01.º | 01.º |

| 1. 2. |

### Resultados
| Fecha 1            | Fecha 1   | Fecha 1                 | Fecha 1                     | Fecha 1      | Fecha 1 | Fecha 1 | Fecha 1 | Fecha 1 | Fecha 1 | Fecha 1 | Fecha 1 |
| Local              | Resultado | Visitante               | Estadio                     | Fecha        | Hora    |         |         |         |         |         |         |
| ------------------ | --------- | ----------------------- | --------------------------- | ------------ | ------- | ------- | ------- | ------- | ------- | ------- | ------- |
| Sarmiento          | 0 - 0     | Independiente Rivadavia | Eva Perón                   | 9 de agosto  | 14:00   |         |         |         |         |         |         |
| Huracán            | 3 - 0     | Temperley               | Tomás A. Ducó               | 9 de agosto  | 18:15   |         |         |         |         |         |         |
| Patronato          | 0 - 0     | All Boys                | Presbítero Bartolomé Grella | 10 de agosto | 15:15   |         |         |         |         |         |         |
| Atlético Tucumán   | 1 - 0     | Crucero del Norte       | Monumental José Fierro      | 10 de agosto | 17:00   |         |         |         |         |         |         |
| Sportivo Belgrano  | 3 - 1     | Unión                   | Oscar C. Boero              | 10 de agosto | 17:15   |         |         |         |         |         |         |
| Libre: Santamarina |           |                         |                             |              |         |         |         |         |         |         |         |

| Fecha 2                 | Fecha 2   | Fecha 2           | Fecha 2                     | Fecha 2      | Fecha 2 | Fecha 2 | Fecha 2 | Fecha 2 | Fecha 2 | Fecha 2 | Fecha 2 |
| Local                   | Resultado | Visitante         | Estadio                     | Fecha        | Hora    |         |         |         |         |         |         |
| ----------------------- | --------- | ----------------- | --------------------------- | ------------ | ------- | ------- | ------- | ------- | ------- | ------- | ------- |
| Temperley               | 2 - 0     | Sarmiento         | Alfredo Beranger            | 15 de agosto | 18:15   |         |         |         |         |         |         |
| Unión                   | 2 - 3     | Atlético Tucumán  | 15 de abril                 | 17 de agosto | 16:00   |         |         |         |         |         |         |
| Crucero del Norte       | 2 - 1     | Santamarina       | Comandante Andrés Guacurarí | 17 de agosto | 16:05   |         |         |         |         |         |         |
| Independiente Rivadavia | 2 - 0     | Patronato         | Bautista Gargantini         | 17 de agosto | 16:30   |         |         |         |         |         |         |
| All Boys                | 1 - 1     | Sportivo Belgrano | Islas Malvinas              | 18 de agosto | 17:00   |         |         |         |         |         |         |
| Libre: Huracán          |           |                   |                             |              |         |         |         |         |         |         |         |

| Fecha 3                  | Fecha 3   | Fecha 3                 | Fecha 3                      | Fecha 3      | Fecha 3 | Fecha 3 | Fecha 3 | Fecha 3 | Fecha 3 | Fecha 3 | Fecha 3 |
| Local                    | Resultado | Visitante               | Estadio                      | Fecha        | Hora    |         |         |         |         |         |         |
| ------------------------ | --------- | ----------------------- | ---------------------------- | ------------ | ------- | ------- | ------- | ------- | ------- | ------- | ------- |
| Sarmiento                | 0 - 0     | Huracán                 | Eva Perón                    | 23 de agosto | 15:15   |         |         |         |         |         |         |
| Santamarina              | 2 - 2     | Unión                   | Municipal General San Martín | 23 de agosto | 16:30   |         |         |         |         |         |         |
| Atlético Tucumán         | 2 - 0     | All Boys                | Monumental José Fierro       | 24 de agosto | 16:00   |         |         |         |         |         |         |
| Patronato                | 0 - 1     | Temperley               | Presbítero Bartolomé Grella  | 24 de agosto | 16:00   |         |         |         |         |         |         |
| Sportivo Belgrano        | 2 - 1     | Independiente Rivadavia | Oscar C. Boero               | 24 de agosto | 18:00   |         |         |         |         |         |         |
| Libre: Crucero del Norte |           |                         |                              |              |         |         |         |         |         |         |         |

| Fecha 4                 | Fecha 4   | Fecha 4           | Fecha 4             | Fecha 4      | Fecha 4 | Fecha 4 | Fecha 4 | Fecha 4 | Fecha 4 | Fecha 4 | Fecha 4 |
| Local                   | Resultado | Visitante         | Estadio             | Fecha        | Hora    |         |         |         |         |         |         |
| ----------------------- | --------- | ----------------- | ------------------- | ------------ | ------- | ------- | ------- | ------- | ------- | ------- | ------- |
| Unión                   | 3 - 0     | Crucero del Norte | 15 de abril         | 29 de agosto | 16:15   |         |         |         |         |         |         |
| Huracán                 | 0 - 1     | Patronato         | Tomás Adolfo Ducó   | 29 de agosto | 20:30   |         |         |         |         |         |         |
| Independiente Rivadavia | 0 - 0     | Atlético Tucumán  | Bautista Gargantini | 29 de agosto | 21:00   |         |         |         |         |         |         |
| Temperley               | 1 - 0     | Sportivo Belgrano | Alfredo Beranger    | 29 de agosto | 21:00   |         |         |         |         |         |         |
| All Boys                | 0 - 0     | Santamarina       | Islas Malvinas      | 30 de agosto | 15:30   |         |         |         |         |         |         |
| Libre: Sarmiento        |           |                   |                     |              |         |         |         |         |         |         |         |

| Fecha 5           | Fecha 5   | Fecha 5                 | Fecha 5                      | Fecha 5         | Fecha 5 | Fecha 5 | Fecha 5 | Fecha 5 | Fecha 5 | Fecha 5 | Fecha 5 |
| Local             | Resultado | Visitante               | Estadio                      | Fecha           | Hora    |         |         |         |         |         |         |
| ----------------- | --------- | ----------------------- | ---------------------------- | --------------- | ------- | ------- | ------- | ------- | ------- | ------- | ------- |
| Sportivo Belgrano | 1 - 1     | Huracán                 | Oscar C. Boero               | 2 de septiembre | 18:15   |         |         |         |         |         |         |
| Atlético Tucumán  | 3 - 1     | Temperley               | Monumental José Fierro       | 2 de septiembre | 21:30   |         |         |         |         |         |         |
| Crucero del Norte | 1 - 0     | All Boys                | Comandante Andrés Guacurarí  | 3 de septiembre | 16:00   |         |         |         |         |         |         |
| Santamarina       | 0 - 2     | Independiente Rivadavia | Municipal General San Martín | 3 de septiembre | 20:30   |         |         |         |         |         |         |
| Patronato         | 3 - 0     | Sarmiento               | Presbítero Bartolomé Grella  | 3 de septiembre | 21:00   |         |         |         |         |         |         |
| Libre: Unión      |           |                         |                              |                 |         |         |         |         |         |         |         |

| Fecha 6                 | Fecha 6   | Fecha 6           | Fecha 6             | Fecha 6         | Fecha 6 | Fecha 6 | Fecha 6 | Fecha 6 | Fecha 6 | Fecha 6 | Fecha 6 |
| Local                   | Resultado | Visitante         | Estadio             | Fecha           | Hora    |         |         |         |         |         |         |
| ----------------------- | --------- | ----------------- | ------------------- | --------------- | ------- | ------- | ------- | ------- | ------- | ------- | ------- |
| Huracán                 | 2 - 1     | Atlético Tucumán  | Tomás Adolfo Ducó   | 6 de septiembre | 16:00   |         |         |         |         |         |         |
| Sarmiento               | 2 - 0     | Sportivo Belgrano | Eva Perón           | 7 de septiembre | 14:00   |         |         |         |         |         |         |
| All Boys                | 2 - 2     | Unión             | Islas Malvinas      | 7 de septiembre | 15:15   |         |         |         |         |         |         |
| Temperley               | 2 - 0     | Santamarina       | Alfredo Beranger    | 7 de septiembre | 18:00   |         |         |         |         |         |         |
| Independiente Rivadavia | 2 - 1     | Crucero del Norte | Bautista Gargantini | 8 de septiembre | 21:30   |         |         |         |         |         |         |
| Libre: Patronato        |           |                   |                     |                 |         |         |         |         |         |         |         |

| Fecha 7           | Fecha 7   | Fecha 7                 | Fecha 7                      | Fecha 7          | Fecha 7 | Fecha 7 | Fecha 7 | Fecha 7 | Fecha 7 | Fecha 7 | Fecha 7 |
| Local             | Resultado | Visitante               | Estadio                      | Fecha            | Hora    |         |         |         |         |         |         |
| ----------------- | --------- | ----------------------- | ---------------------------- | ---------------- | ------- | ------- | ------- | ------- | ------- | ------- | ------- |
| Santamarina       | 1 - 1     | Huracán                 | Municipal General San Martín | 12 de septiembre | 19:00   |         |         |         |         |         |         |
| Sportivo Belgrano | 2 - 2     | Patronato               | Oscar C. Boero               | 12 de septiembre | 21:00   |         |         |         |         |         |         |
| Atlético Tucumán  | 1 - 1     | Sarmiento               | Monumental José Fierro       | 12 de septiembre | 22:00   |         |         |         |         |         |         |
| Crucero del Norte | 3 - 0     | Temperley               | Comandante Andrés Guacurarí  | 13 de septiembre | 15:30   |         |         |         |         |         |         |
| Unión             | 2 - 0     | Independiente Rivadavia | 15 de abril                  | 13 de septiembre | 17:30   |         |         |         |         |         |         |
| Libre: All Boys   |           |                         |                              |                  |         |         |         |         |         |         |         |

| Fecha 8                  | Fecha 8   | Fecha 8           | Fecha 8                     | Fecha 8          | Fecha 8 | Fecha 8 | Fecha 8 | Fecha 8 | Fecha 8 | Fecha 8 | Fecha 8 |
| Local                    | Resultado | Visitante         | Estadio                     | Fecha            | Hora    |         |         |         |         |         |         |
| ------------------------ | --------- | ----------------- | --------------------------- | ---------------- | ------- | ------- | ------- | ------- | ------- | ------- | ------- |
| Huracán                  | 0 - 2     | Crucero del Norte | Tomás Adolfo Ducó           | 17 de septiembre | 19:00   |         |         |         |         |         |         |
| Sarmiento                | 2 - 2     | Santamarina       | Eva Perón                   | 17 de septiembre | 21:00   |         |         |         |         |         |         |
| Patronato                | 1 - 1     | Atlético Tucumán  | Presbítero Bartolomé Grella | 17 de septiembre | 21:10   |         |         |         |         |         |         |
| Independiente Rivadavia  | 0 - 0     | All Boys          | Bautista Gargantini         | 17 de septiembre | 21:30   |         |         |         |         |         |         |
| Temperley                | 1 - 1     | Unión             | Alfredo Beranger            | 18 de septiembre | 21:00   |         |         |         |         |         |         |
| Libre: Sportivo Belgrano |           |                   |                             |                  |         |         |         |         |         |         |         |

| Fecha 9                        | Fecha 9   | Fecha 9           | Fecha 9                      | Fecha 9          | Fecha 9 | Fecha 9 | Fecha 9 | Fecha 9 | Fecha 9 | Fecha 9 | Fecha 9 |
| Local                          | Resultado | Visitante         | Estadio                      | Fecha            | Hora    |         |         |         |         |         |         |
| ------------------------------ | --------- | ----------------- | ---------------------------- | ---------------- | ------- | ------- | ------- | ------- | ------- | ------- | ------- |
| All Boys                       | 0 - 0     | Temperley         | Islas Malvinas               | 21 de septiembre | 15:00   |         |         |         |         |         |         |
| Crucero del Norte              | 0 - 0     | Sarmiento         | Comandante Andrés Guacurarí  | 21 de septiembre | 17:15   |         |         |         |         |         |         |
| Atlético Tucumán               | 3 - 1     | Sportivo Belgrano | Monumental José Fierro       | 21 de septiembre | 20:00   |         |         |         |         |         |         |
| Unión                          | 3 - 0     | Huracán           | 15 de abril                  | 22 de septiembre | 16:00   |         |         |         |         |         |         |
| Santamarina                    | 0 - 0     | Patronato         | Municipal General San Martín | 22 de septiembre | 20:30   |         |         |         |         |         |         |
| Libre: Independiente Rivadavia |           |                   |                              |                  |         |         |         |         |         |         |         |

| Fecha 10                | Fecha 10  | Fecha 10                | Fecha 10                    | Fecha 10         | Fecha 10 | Fecha 10 | Fecha 10 | Fecha 10 | Fecha 10 | Fecha 10 | Fecha 10 |
| Local                   | Resultado | Visitante               | Estadio                     | Fecha            | Hora     |          |          |          |          |          |          |
| ----------------------- | --------- | ----------------------- | --------------------------- | ---------------- | -------- | -------- | -------- | -------- | -------- | -------- | -------- |
| Sarmiento               | 2 - 1     | Unión                   | Eva Perón                   | 26 de septiembre | 21:00    |          |          |          |          |          |          |
| Temperley               | 1 - 0     | Independiente Rivadavia | Alfredo Beranger            | 26 de septiembre | 21:00    |          |          |          |          |          |          |
| Sportivo Belgrano       | 0 - 3     | Santamarina             | Oscar C. Boero              | 26 de septiembre | 21:00    |          |          |          |          |          |          |
| Patronato               | 0 - 1     | Crucero del Norte       | Presbítero Bartolomé Grella | 27 de septiembre | 19:30    |          |          |          |          |          |          |
| Huracán                 | 0 - 1     | All Boys                | Tomás Adolfo Ducó           | 28 de septiembre | 15:00    |          |          |          |          |          |          |
| Libre: Atlético Tucumán |           |                         |                             |                  |          |          |          |          |          |          |          |

| Fecha 11                | Fecha 11  | Fecha 11          | Fecha 11                     | Fecha 11     | Fecha 11 | Fecha 11 | Fecha 11 | Fecha 11 | Fecha 11 | Fecha 11 | Fecha 11 |
| Local                   | Resultado | Visitante         | Estadio                      | Fecha        | Hora     |          |          |          |          |          |          |
| ----------------------- | --------- | ----------------- | ---------------------------- | ------------ | -------- | -------- | -------- | -------- | -------- | -------- | -------- |
| Crucero del Norte       | 1 - 0     | Sportivo Belgrano | Comandante Andrés Guacurarí  | 1 de octubre | 15:30    |          |          |          |          |          |          |
| All Boys                | 1 - 0     | Sarmiento         | Islas Malvinas               | 1 de octubre | 19:00    |          |          |          |          |          |          |
| Santamarina             | 1 - 0     | Atlético Tucumán  | Municipal General San Martín | 1 de octubre | 20:30    |          |          |          |          |          |          |
| Unión                   | 0 - 0     | Patronato         | 15 de abril                  | 1 de octubre | 20:30    |          |          |          |          |          |          |
| Independiente Rivadavia | 1 - 1     | Huracán           | Bautista Gargantini          | 1 de octubre | 21:00    |          |          |          |          |          |          |
| Libre: Temperley        |           |                   |                              |              |          |          |          |          |          |          |          |

| Fecha 12                | Fecha 12  | Fecha 12          | Fecha 12                    | Fecha 12     | Fecha 12 | Fecha 12 | Fecha 12 | Fecha 12 | Fecha 12 | Fecha 12 | Fecha 12 |
| Local                   | Resultado | Visitante         | Estadio                     | Fecha        | Hora     |          |          |          |          |          |          |
| ----------------------- | --------- | ----------------- | --------------------------- | ------------ | -------- | -------- | -------- | -------- | -------- | -------- | -------- |
| Temperley               | 0 - 2     | Huracán           | Alfredo Beranger            | 5 de octubre | 14:00    |          |          |          |          |          |          |
| Crucero del Norte       | 1 - 1     | Atlético Tucumán  | Comandante Andrés Guacurarí | 5 de octubre | 15:00    |          |          |          |          |          |          |
| Unión                   | 2 - 1     | Sportivo Belgrano | 15 de abril                 | 5 de octubre | 15:00    |          |          |          |          |          |          |
| Independiente Rivadavia | 0 - 2     | Sarmiento         | Bautista Gargantini         | 5 de octubre | 19:30    |          |          |          |          |          |          |
| All Boys                | 1 - 1     | Patronato         | Islas Malvinas              | 6 de octubre | 20:30    |          |          |          |          |          |          |
| Libre: Santamarina      |           |                   |                             |              |          |          |          |          |          |          |          |

| Fecha 13          | Fecha 13  | Fecha 13                | Fecha 13                     | Fecha 13      | Fecha 13 | Fecha 13 | Fecha 13 | Fecha 13 | Fecha 13 | Fecha 13 | Fecha 13 |
| Local             | Resultado | Visitante               | Estadio                      | Fecha         | Hora     |          |          |          |          |          |          |
| ----------------- | --------- | ----------------------- | ---------------------------- | ------------- | -------- | -------- | -------- | -------- | -------- | -------- | -------- |
| Santamarina       | 0 - 1     | Crucero del Norte       | Municipal General San Martín | 10 de octubre | 20:30    |          |          |          |          |          |          |
| Sarmiento         | 3 - 0     | Temperley               | Eva Perón                    | 11 de octubre | 16:30    |          |          |          |          |          |          |
| Atlético Tucumán  | 0 - 1     | Unión                   | Monumental José Fierro       | 12 de octubre | 18:00    |          |          |          |          |          |          |
| Patronato         | 1 - 0     | Independiente Rivadavia | Presbítero Bartolomé Grella  | 12 de octubre | 19:30    |          |          |          |          |          |          |
| Sportivo Belgrano | 1 - 0     | All Boys                | Oscar C. Boero               | 13 de octubre | 18:10    |          |          |          |          |          |          |
| Libre: Huracán    |           |                         |                              |               |          |          |          |          |          |          |          |

| Fecha 14                 | Fecha 14  | Fecha 14          | Fecha 14            | Fecha 14      | Fecha 14 | Fecha 14 | Fecha 14 | Fecha 14 | Fecha 14 | Fecha 14 | Fecha 14 |
| Local                    | Resultado | Visitante         | Estadio             | Fecha         | Hora     |          |          |          |          |          |          |
| ------------------------ | --------- | ----------------- | ------------------- | ------------- | -------- | -------- | -------- | -------- | -------- | -------- | -------- |
| All Boys                 | 1 - 0     | Atlético Tucumán  | Islas Malvinas      | 18 de octubre | 18:10    |          |          |          |          |          |          |
| Unión                    | 2 - 0     | Santamarina       | 15 de abril         | 18 de octubre | 19:00    |          |          |          |          |          |          |
| Independiente Rivadavia  | 3 - 1     | Sportivo Belgrano | Bautista Gargantini | 18 de octubre | 20:00    |          |          |          |          |          |          |
| Huracán                  | 2 - 2     | Sarmiento         | Tomás Adolfo Ducó   | 19 de octubre | 15:00    |          |          |          |          |          |          |
| Temperley                | 1 - 0     | Patronato         | Alfredo Beranger    | 19 de octubre | 21:00    |          |          |          |          |          |          |
| Libre: Crucero del Norte |           |                   |                     |               |          |          |          |          |          |          |          |

| Fecha 15          | Fecha 15  | Fecha 15                | Fecha 15                     | Fecha 15      | Fecha 15 | Fecha 15 | Fecha 15 | Fecha 15 | Fecha 15 | Fecha 15 | Fecha 15 |
| Local             | Resultado | Visitante               | Estadio                      | Fecha         | Hora     |          |          |          |          |          |          |
| ----------------- | --------- | ----------------------- | ---------------------------- | ------------- | -------- | -------- | -------- | -------- | -------- | -------- | -------- |
| Atlético Tucumán  | 1 - 0     | Independiente Rivadavia | Monumental José Fierro       | 24 de octubre | 22:20    |          |          |          |          |          |          |
| Santamarina       | 3 - 1     | All Boys                | Municipal General San Martín | 25 de octubre | 20:00    |          |          |          |          |          |          |
| Crucero del Norte | 0 - 1     | Unión                   | Comandante Andrés Guacurarí  | 26 de octubre | 15:00    |          |          |          |          |          |          |
| Patronato         | 2 - 0     | Huracán                 | Presbítero Bartolomé Grella  | 26 de octubre | 16:00    |          |          |          |          |          |          |
| Sportivo Belgrano | 0 - 3     | Temperley               | Oscar C. Boero               | 26 de octubre | 19:00    |          |          |          |          |          |          |
| Libre: Sarmiento  |           |                         |                              |               |          |          |          |          |          |          |          |

| Fecha 16                | Fecha 16  | Fecha 16          | Fecha 16            | Fecha 16       | Fecha 16 | Fecha 16 | Fecha 16 | Fecha 16 | Fecha 16 | Fecha 16 | Fecha 16 |
| Local                   | Resultado | Visitante         | Estadio             | Fecha          | Hora     |          |          |          |          |          |          |
| ----------------------- | --------- | ----------------- | ------------------- | -------------- | -------- | -------- | -------- | -------- | -------- | -------- | -------- |
| All Boys                | 1 - 0     | Crucero del Norte | Islas Malvinas      | 31 de octubre  | 18:10    |          |          |          |          |          |          |
| Independiente Rivadavia | 1 - 2     | Santamarina       | Bautista Gargantini | 31 de octubre  | 21:30    |          |          |          |          |          |          |
| Temperley               | 2 - 1     | Atlético Tucumán  | Alfredo Beranger    | 1 de noviembre | 14:00    |          |          |          |          |          |          |
| Huracán                 | 0 - 3     | Sportivo Belgrano | Tomás Adolfo Ducó   | 1 de noviembre | 15:00    |          |          |          |          |          |          |
| Sarmiento               | 1 - 0     | Patronato         | Eva Perón           | 1 de noviembre | 16:30    |          |          |          |          |          |          |
| Libre: Unión            |           |                   |                     |                |          |          |          |          |          |          |          |

| Fecha 17          | Fecha 17  | Fecha 17                | Fecha 17                     | Fecha 17       | Fecha 17 | Fecha 17 | Fecha 17 | Fecha 17 | Fecha 17 | Fecha 17 | Fecha 17 |
| Local             | Resultado | Visitante               | Estadio                      | Fecha          | Hora     |          |          |          |          |          |          |
| ----------------- | --------- | ----------------------- | ---------------------------- | -------------- | -------- | -------- | -------- | -------- | -------- | -------- | -------- |
| Crucero del Norte | 2 - 0     | Independiente Rivadavia | Comandante Andrés Guacurarí  | 5 de noviembre | 17:45    |          |          |          |          |          |          |
| Atlético Tucumán  | 1 - 2     | Huracán                 | Monumental José Fierro       | 5 de noviembre | 19:00    |          |          |          |          |          |          |
| Santamarina       | 3 - 1     | Temperley               | Municipal General San Martín | 5 de noviembre | 20:30    |          |          |          |          |          |          |
| Unión             | 2 - 0     | All Boys                | 15 de abril                  | 5 de noviembre | 21:00    |          |          |          |          |          |          |
| Sportivo Belgrano | 1 - 1     | Sarmiento               | Oscar C. Boero               | 5 de noviembre | 21:00    |          |          |          |          |          |          |
| Libre: Patronato  |           |                         |                              |                |          |          |          |          |          |          |          |

| Fecha 18                | Fecha 18  | Fecha 18          | Fecha 18                    | Fecha 18        | Fecha 18 | Fecha 18 | Fecha 18 | Fecha 18 | Fecha 18 | Fecha 18 | Fecha 18 |
| Local                   | Resultado | Visitante         | Estadio                     | Fecha           | Hora     |          |          |          |          |          |          |
| ----------------------- | --------- | ----------------- | --------------------------- | --------------- | -------- | -------- | -------- | -------- | -------- | -------- | -------- |
| Sarmiento               | 3 - 2     | Atlético Tucumán  | Eva Perón                   | 9 de noviembre  | 16:00    |          |          |          |          |          |          |
| Independiente Rivadavia | 0 - 1     | Unión             | Bautista Gargantini         | 9 de noviembre  | 18:15    |          |          |          |          |          |          |
| Patronato               | 2 - 0     | Sportivo Belgrano | Presbítero Bartolomé Grella | 9 de noviembre  | 20:00    |          |          |          |          |          |          |
| Huracán                 | 3 - 0     | Santamarina       | Tomás Adolfo Ducó           | 10 de noviembre | 18:10    |          |          |          |          |          |          |
| Temperley               | 2 - 1     | Crucero del Norte | Alfredo Beranger            | 10 de noviembre | 21:00    |          |          |          |          |          |          |
| Libre: All Boys         |           |                   |                             |                 |          |          |          |          |          |          |          |

| Fecha 19                 | Fecha 19  | Fecha 19                | Fecha 19                     | Fecha 19        | Fecha 19 | Fecha 19 | Fecha 19 | Fecha 19 | Fecha 19 | Fecha 19 | Fecha 19 |
| Local                    | Resultado | Visitante               | Estadio                      | Fecha           | Hora     |          |          |          |          |          |          |
| ------------------------ | --------- | ----------------------- | ---------------------------- | --------------- | -------- | -------- | -------- | -------- | -------- | -------- | -------- |
| Crucero del Norte        | 0 - 1     | Huracán                 | Comandante Andrés Guacurarí  | 15 de noviembre | 17:00    |          |          |          |          |          |          |
| All Boys                 | 0 - 1     | Independiente Rivadavia | Islas Malvinas               | 15 de noviembre | 17:00    |          |          |          |          |          |          |
| Unión                    | 2 - 0     | Temperley               | 15 de abril                  | 15 de noviembre | 18:10    |          |          |          |          |          |          |
| Santamarina              | 0 - 2     | Sarmiento               | Municipal General San Martín | 16 de noviembre | 17:00    |          |          |          |          |          |          |
| Atlético Tucumán         | 0 - 0     | Patronato               | Monumental José Fierro       | 16 de noviembre | 19:15    |          |          |          |          |          |          |
| Libre: Sportivo Belgrano |           |                         |                              |                 |          |          |          |          |          |          |          |

| Fecha 20                       | Fecha 20  | Fecha 20          | Fecha 20                    | Fecha 20        | Fecha 20 | Fecha 20 | Fecha 20 | Fecha 20 | Fecha 20 | Fecha 20 | Fecha 20 |
| Local                          | Resultado | Visitante         | Estadio                     | Fecha           | Hora     |          |          |          |          |          |          |
| ------------------------------ | --------- | ----------------- | --------------------------- | --------------- | -------- | -------- | -------- | -------- | -------- | -------- | -------- |
| Sarmiento                      | 1 - 1     | Crucero del Norte | Eva Perón                   | 22 de noviembre | 17:00    |          |          |          |          |          |          |
| Huracán                        | 1 - 2     | Unión             | Tomás Adolfo Ducó           | 23 de noviembre | 17:00    |          |          |          |          |          |          |
| Sportivo Belgrano              | 1 - 2     | Atlético Tucumán  | Oscar C. Boero              | 23 de noviembre | 19:15    |          |          |          |          |          |          |
| Patronato                      | 1 - 2     | Santamarina       | Presbítero Bartolomé Grella | 23 de noviembre | 20:00    |          |          |          |          |          |          |
| Temperley                      | 3 - 1     | All Boys          | Alfredo Beranger            | 24 de noviembre | 19:15    |          |          |          |          |          |          |
| Libre: Independiente Rivadavia |           |                   |                             |                 |          |          |          |          |          |          |          |

| Fecha 21                | Fecha 21  | Fecha 21          | Fecha 21                     | Fecha 21        | Fecha 21 | Fecha 21 | Fecha 21 | Fecha 21 | Fecha 21 | Fecha 21 | Fecha 21 |
| Local                   | Resultado | Visitante         | Estadio                      | Fecha           | Hora     |          |          |          |          |          |          |
| ----------------------- | --------- | ----------------- | ---------------------------- | --------------- | -------- | -------- | -------- | -------- | -------- | -------- | -------- |
| Santamarina             | 0 - 0     | Sportivo Belgrano | Municipal General San Martín | 29 de noviembre | 20:00    |          |          |          |          |          |          |
| Crucero del Norte       | 3 - 0     | Patronato         | Comandante Andrés Guacurarí  | 30 de noviembre | 17:00    |          |          |          |          |          |          |
| Independiente Rivadavia | 3 - 1     | Temperley         | Bautista Gargantini          | 30 de noviembre | 18:00    |          |          |          |          |          |          |
| Unión                   | 0 - 0     | Sarmiento         | 15 de abril                  | 30 de noviembre | 19:15    |          |          |          |          |          |          |
| All Boys                | 0 - 3     | Huracán           | Islas Malvinas               | 1 de diciembre  | 20:10    |          |          |          |          |          |          |
| Libre: Atlético Tucumán |           |                   |                              |                 |          |          |          |          |          |          |          |

| Fecha 22          | Fecha 22  | Fecha 22                | Fecha 22                    | Fecha 22       | Fecha 22 | Fecha 22 | Fecha 22 | Fecha 22 | Fecha 22 | Fecha 22 | Fecha 22 |
| Local             | Resultado | Visitante               | Estadio                     | Fecha          | Hora     |          |          |          |          |          |          |
| ----------------- | --------- | ----------------------- | --------------------------- | -------------- | -------- | -------- | -------- | -------- | -------- | -------- | -------- |
| Patronato         | 1 - 3     | Unión                   | Presbítero Bartolomé Grella | 5 de diciembre | 21:00    |          |          |          |          |          |          |
| Sportivo Belgrano | 0 - 2     | Crucero del Norte       | Oscar C. Boero              | 5 de diciembre | 21:00    |          |          |          |          |          |          |
| Sarmiento         | 0 - 1     | All Boys                | Eva Perón                   | 6 de diciembre | 18:00    |          |          |          |          |          |          |
| Huracán           | 4 - 0     | Independiente Rivadavia | Tomás Adolfo Ducó           | 8 de diciembre | 18:10    |          |          |          |          |          |          |
| Atlético Tucumán  | 4 - 1     | Santamarina             | Monumental José Fierro      | 8 de diciembre | 18:10    |          |          |          |          |          |          |
| Libre: Temperley  |           |                         |                             |                |          |          |          |          |          |          |          |

| 1. 2. 3. |

### Partido de desempate del quinto puesto
| Huracán                              | 4 - 1 (t. s.) | Atlético Tucumán | Malvinas Argentinas | 14 de diciembre | 17:15 |
| Huracán ascendió a Primera División. |               |                  |                     |                 |       |

## Tabla de promedios
En esta temporada no hubo descensos. Los puntos obtenidos en la misma fueron tenidos en cuenta a partir de la siguiente.

## Entrenadores
| Listado de entrenadores | Listado de entrenadores | Listado de entrenadores        |
| Equipo                  | Fechas                  | Entrenador                     |
| ----------------------- | ----------------------- | ------------------------------ |
| Aldosivi                | 1.ª a 15.ª              | Alfredo Berti                  |
| Aldosivi                | 16.ª a 22.ª             | Fernando Quiroz                |
| All Boys                | 1.ª a 6.ª               | Ángel Bernuncio                |
| All Boys                | 7.ª a 19.ª              | Alejandro Montenegro           |
| All Boys                | 20.ª a 22.ª             | Néstor Di Benedetto (interino) |
| Argentinos Juniors      | 1.ª a 15.ª              | Claudio Borghi                 |
| Argentinos Juniors      | 16.ª a 22.ª             | Néstor Gorosito                |
| Atlético Tucumán        | 1.ª a 18.ª              | Héctor Rivoira                 |
| Atlético Tucumán        | 19.ª a 22.ª             | Juan Manuel Azconzábal         |
| Boca Unidos             | 1.ª a 22.ª              | Carlos Trullet                 |
| Colón                   | 1.ª a 18.ª              | Diego Osella                   |
| Colón                   | 19.ª a 22.ª             | Reinaldo Merlo                 |
| Crucero del Norte       | 1.ª a 22.ª              | Gabriel Schürrer               |
| Douglas Haig            | 1.ª a 22.ª              | Andrés Guglielminpietro        |
| Ferro Carril Oeste      | 1.ª a 5.ª               | Luis Medero Claudio Marini     |
| Ferro Carril Oeste      | 6.ª                     | Marcelo Broggi (interino)      |
| Ferro Carril Oeste      | 7.ª a 22.ª              | José Romero                    |
| Gimnasia y Esgrima      | 1.ª a 22.ª              | Mario Sciacqua                 |
| Guaraní Antonio Franco  | 1.ª a 22.ª              | José María Bianco              |
| Huracán                 | 1.ª a 16.ª              | Darío Kudelka                  |
| Huracán                 | 17.ª a 22.ª             | Néstor Apuzzo (interino)       |
| Independiente Rivadavia | 1.ª a 12.ª              | Ricardo Rodríguez              |
| Independiente Rivadavia | 13.ª a 22.ª             | Daniel Garnero                 |
| Instituto               | 1.ª a 10.ª              | Daniel Jiménez                 |
| Instituto               | 11.ª a 22.ª             | Carlos Mazzola                 |
| Nueva Chicago           | 1.ª a 22.ª              | Omar Labruna                   |
| Patronato               | 1.ª a 22.ª              | Marcelo Fuentes                |
| Ramón Santamarina       | 1.ª a 22.ª              | Duilio Botella                 |
| San Martín (SJ)         | 1.ª a 22.ª              | Rubén Forestello               |
| Sarmiento               | 1.ª a 5.ª               | Roberto Trotta                 |
| Sarmiento               | 6.ª a 22.ª              | Sergio Lippi                   |
| Sportivo Belgrano       | 1.ª a 15.ª              | Carlos Ramacciotti             |
| Sportivo Belgrano       | 16.ª                    | Sebastián Scolari (interino)   |
| Sportivo Belgrano       | 17.ª a 22.ª             | Nahuel Martínez                |
| Temperley               | 1.ª a 22.ª              | Ricardo Rezza                  |
| Unión                   | 1.ª a 22.ª              | Leonardo Madelón               |

## Goleadores
| Jugador          | Equipo     | Goles | Jugada | Cabeza | T. libre | Penal |
| ---------------- | ---------- | ----- | ------ | ------ | -------- | ----- |
| Ramón Ábila      | Huracán    | 9     | 7      | 1      | 0        | 1     |
| Nicolás Mazzola  | Instituto  | 9     | 6      | 2      | 0        | 1     |
| Claudio Guerra   | Unión (SF) | 8     | 4      | 1      | 0        | 3     |
| Enrique Triverio | Unión (SF) | 8     | 4      | 4      | 0        | 0     |
| Héctor Cuevas    | Sarmiento  | 7     | 4      | 3      | 0        | 0     |
| Juan Dinenno     | Temperley  | 7     | 4      | 2      | 0        | 1     |

| Con menos de 7 goles     | Con menos de 7 goles | Con menos de 7 goles | Con menos de 7 goles | Con menos de 7 goles | Con menos de 7 goles | Con menos de 7 goles |
| ------------------------ | -------------------- | -------------------- | -------------------- | -------------------- | -------------------- | -------------------- |
|                          |                      |                      |                      |                      |                      |                      |
| Lucas Alario             | Colón                | 6                    | 4                    | 1                    | 0                    | 1                    |
| César Carranza           | Aldosivi             | 6                    | 4                    | 0                    | 2                    | 0                    |
| Cristian Menéndez        | Atlético Tucumán     | 6                    | 5                    | 1                    | 0                    | 0                    |
| Luis Rodríguez           | Atlético Tucumán     | 6                    | 2                    | 0                    | 1                    | 3                    |
| Gabriel Ávalos           | Crucero del Norte    | 5                    | 1                    | 4                    | 0                    | 0                    |
| Leonardo Baroni          | Boca Unidos          | 5                    | 0                    | 0                    | 0                    | 5                    |
| Fernando Coniglio        | Sportivo Belgrano    | 5                    | 3                    | 2                    | 0                    | 0                    |
| Marcos Figueroa          | San Martín (SJ)      | 5                    | 5                    | 0                    | 0                    | 0                    |
| Lucas Gamba              | Unión (SF)           | 5                    | 3                    | 2                    | 0                    | 0                    |
| Nicolás Martínez         | Crucero del Norte    | 5                    | 5                    | 0                    | 0                    | 0                    |
| Cristian Pavón           | Colón                | 5                    | 5                    | 0                    | 0                    | 0                    |
| Javier Velázquez         | Instituto            | 5                    | 3                    | 0                    | 0                    | 2                    |
| Pablo Vilchez            | Ramón Santamarina    | 5                    | 5                    | 0                    | 0                    | 0                    |
| Gustavo Villarruel       | Colón                | 5                    | 5                    | 0                    | 0                    | 0                    |
| Carlos Bueno             | San Martín (SJ)      | 4                    | 3                    | 0                    | 0                    | 1                    |
| Alejandro Gagliardi      | Nueva Chicago        | 4                    | 2                    | 2                    | 0                    | 0                    |
| Gonzalo Martínez         | Huracán              | 4                    | 4                    | 0                    | 0                    | 0                    |
| Ángel Orué               | Douglas Haig         | 4                    | 2                    | 2                    | 0                    | 0                    |
| Lautaro Rinaldi          | Argentinos Juniors   | 4                    | 4                    | 0                    | 0                    | 0                    |
| Leandro Díaz             | Atlético Tucumán     | 4                    | 4                    | 0                    | 0                    | 0                    |
| Marcelo Scatolaro        | Sarmiento            | 4                    | 3                    | 1                    | 0                    | 0                    |
| Víctor Gómez             | Douglas Haig         | 4                    | 4                    | 0                    | 0                    | 0                    |
| Martín Michel            | Ramón Santamarina    | 4                    | 4                    | 0                    | 0                    | 0                    |
| Nicolás Miracco          | Aldosivi             | 4                    | 3                    | 1                    | 0                    | 0                    |
| Pablo Lugüercio          | Aldosivi             | 4                    | 4                    | 0                    | 0                    | 0                    |
| Patricio Toranzo         | Huracán              | 4                    | 4                    | 0                    | 0                    | 0                    |
| José Vizcarra            | Boca Unidos          | 4                    | 4                    | 0                    | 0                    | 0                    |
| Gastón Álvarez           | Sportivo Belgrano    | 3                    | 3                    | 0                    | 0                    | 0                    |
| David Barbona            | Nueva Chicago        | 3                    | 3                    | 0                    | 0                    | 0                    |
| Cristián Barinaga        | Guaraní A. Franco    | 3                    | 3                    | 0                    | 0                    | 0                    |
| Ariel Cólzera            | Crucero del Norte    | 3                    | 0                    | 0                    | 2                    | 1                    |
| César Carignano          | Sportivo Belgrano    | 3                    | 3                    | 0                    | 0                    | 0                    |
| David Ramírez            | Colón                | 3                    | 3                    | 0                    | 0                    | 0                    |
| Diego Jara               | Atlético Tucumán     | 3                    | 0                    | 3                    | 0                    | 0                    |
| Diego Mendoza            | Nueva Chicago        | 3                    | 1                    | 2                    | 0                    | 0                    |
| Federico Haberkorn       | Gimnasia (J)         | 3                    | 3                    | 0                    | 0                    | 0                    |
| Franco Olego             | All Boys             | 3                    | 2                    | 1                    | 0                    | 0                    |
| Gervasio Núñez           | Sarmiento            | 3                    | 3                    | 0                    | 0                    | 0                    |
| Gonzalo Castillejos      | Argentinos Juniors   | 3                    | 2                    | 1                    | 0                    | 0                    |
| Gustavo Gotti            | Instituto            | 3                    | 2                    | 1                    | 0                    | 0                    |
| Ignacio Malcorra         | Unión (SF)           | 3                    | 2                    | 0                    | 1                    | 0                    |
| Javier Grbec             | Temperley            | 3                    | 3                    | 0                    | 0                    | 0                    |
| Jorge Piñero da Silva    | Guaraní A. Franco    | 3                    | 3                    | 0                    | 0                    | 0                    |
| José Sand                | Boca Unidos          | 3                    | 2                    | 1                    | 0                    | 0                    |
| Juan Pablo Francia       | Sportivo Belgrano    | 3                    | 2                    | 0                    | 1                    | 0                    |
| Juan Román Riquelme      | Argentinos Juniors   | 3                    | 3                    | 0                    | 0                    | 0                    |
| Luis Bustamante          | All Boys             | 3                    | 3                    | 0                    | 0                    | 0                    |
| Luis Peralta             | Gimnasia (J)         | 3                    | 3                    | 0                    | 0                    | 0                    |
| Mariano González         | Ramón Santamarina    | 3                    | 3                    | 0                    | 0                    | 0                    |
| Martín Fabro             | Unión (SF)           | 3                    | 3                    | 0                    | 0                    | 0                    |
| Néstor Martinena         | Gimnasia (J)         | 3                    | 2                    | 0                    | 0                    | 1                    |
| Osvaldo Miranda          | Gimnasia (J)         | 3                    | 1                    | 1                    | 0                    | 1                    |
| Román Strada             | Ramón Santamarina    | 3                    | 3                    | 0                    | 0                    | 0                    |
| Sebastián Bértoli        | Patronato            | 3                    | 0                    | 0                    | 0                    | 3                    |
| Sebastián Matos          | Nueva Chicago        | 3                    | 3                    | 0                    | 0                    | 0                    |
| Christian Gómez          | Nueva Chicago        | 2                    | 2                    | 0                    | 0                    | 0                    |
| Alejandro Romero Gamarra | Huracán              | 2                    | 2                    | 0                    | 0                    | 0                    |
| Christian Bernardi       | Instituto            | 2                    | 2                    | 0                    | 0                    | 0                    |
| Cristian Espinoza        | Huracán              | 2                    | 2                    | 0                    | 0                    | 0                    |
| Cristian Milla           | Huracán              | 2                    | 2                    | 0                    | 0                    | 0                    |
| Damián Canuto            | Patronato            | 2                    | 2                    | 0                    | 0                    | 0                    |
| Daniel Delgado           | Sarmiento            | 2                    | 0                    | 2                    | 0                    | 0                    |
| Diego García             | Atlético Tucumán     | 2                    | 1                    | 0                    | 1                    | 0                    |
| Diego González Vega      | Independiente Riv.   | 2                    | 2                    | 0                    | 0                    | 0                    |
| Diego Torres             | Crucero del Norte    | 2                    | 1                    | 0                    | 0                    | 1                    |
| Fabián Sambueza          | Temperley            | 2                    | 1                    | 0                    | 1                    | 0                    |
| Fernando Brandán         | Temperley            | 2                    | 1                    | 1                    | 0                    | 0                    |
| Gabriel Tomassini        | Crucero del Norte    | 2                    | 0                    | 2                    | 0                    | 0                    |
| Gonzalo Bazán            | Ferro Carril Oeste   | 2                    | 2                    | 0                    | 0                    | 0                    |
| Gonzalo Ríos             | Boca Unidos          | 2                    | 2                    | 0                    | 0                    | 0                    |
| Hernán Gautier           | Independiente Riv.   | 2                    | 1                    | 0                    | 0                    | 1                    |
| Javier Malagueño         | Atlético Tucumán     | 2                    | 0                    | 2                    | 0                    | 0                    |
| Jossimar Mosquera        | Ramón Santamarina    | 2                    | 2                    | 0                    | 0                    | 0                    |
| Juan Arraya              | Patronato            | 2                    | 1                    | 0                    | 0                    | 1                    |
| Juan Ramírez             | Argentinos Juniors   | 2                    | 2                    | 0                    | 0                    | 0                    |
| Julián Lalinde           | Ferro Carril Oeste   | 2                    | 1                    | 1                    | 0                    | 0                    |
| Leandro Gioda            | Douglas Haig         | 2                    | 1                    | 0                    | 0                    | 1                    |
| Leonardo Sánchez         | Unión (SF)           | 2                    | 0                    | 2                    | 0                    | 0                    |
| Luciano Nequecaur        | All Boys             | 2                    | 1                    | 1                    | 0                    | 0                    |
| Luis López               | Temperley            | 2                    | 0                    | 1                    | 0                    | 1                    |
| Luis Salmerón            | Ferro Carril Oeste   | 2                    | 1                    | 0                    | 0                    | 1                    |
| Marcos Aguirre           | Instituto            | 2                    | 1                    | 0                    | 1                    | 0                    |
| Martín Abraham           | Gimnasia (J)         | 2                    | 2                    | 0                    | 0                    | 0                    |
| Matías Escudero          | Nueva Chicago        | 2                    | 1                    | 1                    | 0                    | 0                    |
| Matías Lequi             | Aldosivi             | 2                    | 2                    | 0                    | 0                    | 0                    |
| Mauro Milano             | San Martín (SJ)      | 2                    | 2                    | 0                    | 0                    | 0                    |
| Raúl Iberbia             | San Martín (SJ)      | 2                    | 2                    | 1                    | 0                    | 0                    |
| Renzo Vera               | San Martín (SJ)      | 2                    | 0                    | 1                    | 0                    | 1                    |
| Rodrigo Cabalucci        | Douglas Haig         | 2                    | 2                    | 0                    | 0                    | 0                    |
| Rodrigo Erramuspe        | Huracán              | 2                    | 0                    | 2                    | 0                    | 0                    |
| Sebastián Carrera        | Douglas Haig         | 2                    | 1                    | 1                    | 0                    | 0                    |
| Sebastián Luna           | Sarmiento            | 2                    | 2                    | 0                    | 0                    | 0                    |
| Tobías Albarracín        | Guaraní A. Franco    | 2                    | 0                    | 2                    | 0                    | 0                    |
| Walter García            | Independiente Riv.   | 2                    | 2                    | 0                    | 0                    | 1                    |
| Adrián Arregui           | Temperley            | 1                    | 1                    | 0                    | 0                    | 0                    |
| Alejandro Quiroga        | Patronato            | 1                    | 1                    | 0                    | 0                    | 0                    |
| Alfio Lorenzo            | Independiente Riv.   | 1                    | 1                    | 0                    | 0                    | 0                    |
| Ángel Vildozo            | Aldosivi             | 1                    | 0                    | 1                    | 0                    | 0                    |
| Arnaldo Castorino        | Independiente Riv.   | 1                    | 0                    | 1                    | 0                    | 0                    |
| Brian López              | Guaraní A. Franco    | 1                    | 1                    | 0                    | 0                    | 0                    |
| Carlos Quintana          | Patronato            | 1                    | 0                    | 1                    | 0                    | 0                    |
| Cristian Álvarez         | Argentinos Juniors   | 1                    | 1                    | 0                    | 0                    | 0                    |
| Cristian Quiñónez        | Temperley            | 1                    | 1                    | 0                    | 0                    | 0                    |
| Claudio Velázquez        | Independiente Riv.   | 1                    | 0                    | 1                    | 0                    | 0                    |
| Cristian Lucchetti       | Atlético Tucumán     | 1                    | 0                    | 0                    | 0                    | 1                    |
| Damián Schmidt           | Instituto            | 1                    | 1                    | 0                    | 0                    | 0                    |
| Diego Cardozo            | Independiente Riv.   | 1                    | 1                    | 0                    | 0                    | 0                    |
| Diego Rivero             | Argentinos Juniors   | 1                    | 1                    | 0                    | 0                    | 0                    |
| Diego Tonetto            | Independiente Riv.   | 1                    | 1                    | 0                    | 0                    | 0                    |
| Eduardo Melo             | Nueva Chicago        | 1                    | 1                    | 0                    | 0                    | 0                    |
| Elian Kopp               | Guaraní A. Franco    | 1                    | 1                    | 0                    | 0                    | 0                    |
| Elías Borrego            | Douglas Haig         | 1                    | 1                    | 0                    | 0                    | 0                    |
| Emiliano Capella         | Ramón Santamarina    | 1                    | 0                    | 1                    | 0                    | 0                    |
| Enrique Seccafien        | Aldosivi             | 1                    | 1                    | 0                    | 0                    | 0                    |
| Enzo Bruno               | Guaraní A. Franco    | 1                    | 0                    | 0                    | 0                    | 1                    |
| Enzo Ruiz                | Temperley            | 1                    | 0                    | 1                    | 0                    | 0                    |
| Esteban Orfano           | Patronato            | 1                    | 1                    | 0                    | 0                    | 0                    |
| Exequiel Ceballos        | Guaraní A. Franco    | 1                    | 1                    | 0                    | 0                    | 0                    |
| Exequiel Narese          | Guaraní A. Franco    | 1                    | 1                    | 0                    | 0                    | 0                    |
| Facundo Callejo          | Colón                | 1                    | 1                    | 0                    | 0                    | 0                    |
| Facundo Curuchet         | Colón                | 1                    | 1                    | 0                    | 0                    | 0                    |
| Federico Fattori         | Nueva Chicago        | 1                    | 1                    | 0                    | 0                    | 0                    |
| Federico Guerra          | Independiente Riv.   | 1                    | 1                    | 0                    | 0                    | 0                    |
| Federico Poggi           | San Martín (SJ)      | 1                    | 1                    | 0                    | 0                    | 0                    |
| Fernando Telechea        | Colón                | 1                    | 1                    | 0                    | 0                    | 0                    |
| Francisco Grahl          | Atlético Tucumán     | 1                    | 1                    | 0                    | 0                    | 0                    |
| Francisco Martínez       | Douglas Haig         | 1                    | 0                    | 1                    | 0                    | 0                    |
| Francisco Mattia         | San Martín (SJ)      | 1                    | 1                    | 0                    | 0                    | 0                    |
| Franco Dolci             | Sportivo Belgrano    | 1                    | 1                    | 0                    | 0                    | 0                    |
| Franco Lazzaroni         | Colón                | 1                    | 1                    | 0                    | 0                    | 0                    |
| Gabriel Chironi          | Crucero del Norte    | 1                    | 1                    | 0                    | 0                    | 0                    |
| Gastón Caprari           | Patronato            | 1                    | 1                    | 0                    | 0                    | 0                    |
| Gastón Giménez           | Atlético Tucumán     | 1                    | 1                    | 0                    | 0                    | 0                    |
| Gerónimo Poblete         | Colón                | 1                    | 1                    | 0                    | 0                    | 0                    |
| Hernán Lamberti          | Aldosivi             | 1                    | 0                    | 1                    | 0                    | 0                    |
| Ignacio Boggino          | Patronato            | 1                    | 1                    | 0                    | 0                    | 0                    |
| Iván Moreno y Fabianesi  | Huracán              | 1                    | 1                    | 0                    | 0                    | 0                    |
| Javier Capelli           | San Martín (SJ)      | 1                    | 0                    | 1                    | 0                    | 0                    |
| Jonathan Galván          | Aldosivi             | 1                    | 0                    | 1                    | 0                    | 0                    |
| José Luis García         | Instituto            | 1                    | 1                    | 0                    | 0                    | 0                    |
| José Ramírez Agudelo     | Nueva Chicago        | 1                    | 1                    | 0                    | 0                    | 0                    |
| José Tamburelli          | Sarmiento            | 1                    | 1                    | 0                    | 0                    | 0                    |
| Juan Pablo Avendaño      | Unión (SF)           | 1                    | 0                    | 1                    | 0                    | 0                    |
| Juan Castro              | Ferro Carril Oeste   | 1                    | 1                    | 0                    | 0                    | 0                    |
| Juan Gáspari             | Ramón Santamarina    | 1                    | 1                    | 0                    | 0                    | 0                    |
| Juan Rivas               | Unión (SF)           | 1                    | 1                    | 0                    | 0                    | 0                    |
| Juan Vázquez             | All Boys             | 1                    | 1                    | 0                    | 0                    | 0                    |
| Leandro Caballero        | Independiente Riv.   | 1                    | 1                    | 0                    | 0                    | 0                    |
| Leandro Caruso           | All Boys             | 1                    | 1                    | 0                    | 0                    | 0                    |
| Leandro Velázquez        | Independiente Riv.   | 1                    | 1                    | 0                    | 0                    | 0                    |
| Leonel Di Plácido        | All Boys             | 1                    | 1                    | 0                    | 0                    | 0                    |
| Lucas Acosta             | Gimnasia (J)         | 1                    | 1                    | 0                    | 0                    | 0                    |
| Lucas Caballero          | Crucero del Norte    | 1                    | 1                    | 0                    | 0                    | 0                    |
| Lucas Cano               | Argentinos Juniors   | 1                    | 1                    | 0                    | 0                    | 0                    |
| Luciano Cabral           | Argentinos Juniors   | 1                    | 1                    | 0                    | 0                    | 0                    |
| Luis Silba               | Guaraní A. Franco    | 1                    | 1                    | 0                    | 0                    | 0                    |
| Marcelo Guzmán           | Patronato            | 1                    | 1                    | 0                    | 0                    | 0                    |
| Marco Danguise           | Sportivo Belgrano    | 1                    | 1                    | 0                    | 0                    | 0                    |
| Marcos Sánchez           | Gimnasia (J)         | 1                    | 0                    | 0                    | 1                    | 0                    |
| Mariano Bittolo          | Colón                | 1                    | 0                    | 1                    | 0                    | 0                    |
| Mariano Guerreiro        | Argentinos Juniors   | 1                    | 1                    | 0                    | 0                    | 0                    |
| Martín García            | Sportivo Belgrano    | 1                    | 0                    | 1                    | 0                    | 0                    |
| Martín Zbrun             | Ramón Santamarina    | 1                    | 0                    | 1                    | 0                    | 0                    |
| Matías Escobar           | Boca Unidos          | 1                    | 1                    | 0                    | 0                    | 0                    |
| Matías Moises            | Boca Unidos          | 1                    | 0                    | 1                    | 0                    | 0                    |
| Matías Quiroga           | Sportivo Belgrano    | 1                    | 1                    | 0                    | 0                    | 0                    |
| Matías Villarreal        | Independiente Riv.   | 1                    | 1                    | 0                    | 0                    | 0                    |
| Mauricio Casierra        | Sarmiento            | 1                    | 0                    | 0                    | 0                    | 1                    |
| Mauro Dalla Costa        | San Martín (SJ)      | 1                    | 1                    | 0                    | 0                    | 0                    |
| Mauro Bogado             | San Martín (SJ)      | 1                    | 1                    | 0                    | 0                    | 0                    |
| Maximiliano Caire        | Patronato            | 1                    | 0                    | 0                    | 1                    | 0                    |
| Maximiliano Timpanaro    | Ramón Santamarina    | 1                    | 1                    | 0                    | 0                    | 0                    |
| Milton Zárate            | Guaraní A. Franco    | 1                    | 1                    | 0                    | 0                    | 0                    |
| Nahuel Roselli           | Temperley            | 1                    | 1                    | 0                    | 0                    | 0                    |
| Nicolás Benavídez        | Ferro Carril Oeste   | 1                    | 1                    | 0                    | 0                    | 0                    |
| Nicolás Sánchez          | Sarmiento            | 1                    | 1                    | 0                    | 0                    | 0                    |
| Pablo Caballero          | Ferro Carril Oeste   | 1                    | 1                    | 0                    | 0                    | 0                    |
| Pablo Frontini           | Ferro Carril Oeste   | 1                    | 0                    | 1                    | 0                    | 0                    |
| Pablo Garnier            | Atlético Tucumán     | 1                    | 1                    | 0                    | 0                    | 0                    |
| Ramiro López             | San Martín (SJ)      | 1                    | 1                    | 0                    | 0                    | 0                    |
| Reinaldo Alderete        | Ferro Carril Oeste   | 1                    | 1                    | 0                    | 0                    | 0                    |
| Santiago Raymonda        | Boca Unidos          | 1                    | 1                    | 0                    | 0                    | 0                    |
| Santiago Zurbriggen      | Unión (SF)           | 1                    | 0                    | 1                    | 0                    | 0                    |
| Sebastián Ereros         | Gimnasia (J)         | 1                    | 1                    | 0                    | 0                    | 0                    |
| Sebastián Grazzini       | Patronato            | 1                    | 1                    | 0                    | 0                    | 0                    |
| Sergio Modón             | Independiente Riv.   | 1                    | 1                    | 0                    | 0                    | 0                    |
| Sergio Sagarzazú         | Guaraní A. Franco    | 1                    | 1                    | 0                    | 0                    | 0                    |
| Tobías Figueroa          | Crucero del Norte    | 1                    | 0                    | 0                    | 0                    | 1                    |

- Fuente: AFA - Programación de Primera B Nacional Torneo de transición 2014 - Goleadores